# Magyar Vasúttörténeti Park
A Magyar Vasúttörténeti Park (becézett nevén: „Füsti Park”) Közép-Európa legnagyobb interaktív vasúti emlékparkja Budapesten, a XIV. kerületi Tatai út 95. szám alatt. Az 1911-ben épült, 34 állásos, egykori Északi fűtőház – 1951-1990-között Hámán Kató Fűtőház, majd 1998-ig újra Északi fűtőház – területén 2000. július 14-én nyitotta meg kapuit. Jogelődje a paksi Ópaks vasútállomáson 1985-től 2000-ig létezett kicsiny vasúti skanzen volt. Közvetlen szomszédságában helyezkedik el az Istvántelki Főműhely.

## A park leírása
A Vasúttörténeti Parknak helyet adó, eredetileg ikerfűtőháznak épült 22 és 34 állásos Északi fűtőházból mára csak a nagyobb maradt meg, a kisebb, 22 állásos a második világháború során megsemmisült, de fordítókorongja és mozdonyállásai ma is ott vannak a nagyobb épület tőszomszédságában. A 70 000 m² alapterületű parkban több mint 100 vasúti jármű tekinthető meg, köztük számos ritka mozdony. A járműállomány az 1870-es évektől napjainkig mutatja be a vasút fejlődését. Az intézmény célja megkedveltetni a vasutat és bemutatni történetét a látogatóknak kellemes kikapcsolódás keretében. A park folyamatosan bővül, fejlődik.
2006 óta működik a kertivasút, amely 2010-től kezdve jelentősen meghosszabbodott, a 835 méter hosszban és 184 mm nyomtávolságú pályán szállítja a vendégeket. 
A Vasúttörténeti Park legnagyobb rendezvénye a 2001 óta megrendezésre kerülő gőzmozdony „Grand Prix”, illetve 2005 óta ehhez a rendezvényhez kapcsolódik a Nemzetközi étkezőkocsi találkozó is.
A járművek jelentős része napjainkban is üzemképes, alkalmanként a park rendezvényein működés közben is megtekinthetők, vezethetők. A járművek rendszeresen közlekednek bel- és külföldre nosztalgiavonat forgalomban.

## Látványosságok, helyszínek a bejárattól távolodva
Az aktuális programokról érdemes informálódni a bejáratnál. A felsoroltak mellett állandó jelleggel vasúttörténeti kiállítás, könyvtár és filmmúzeum várja az érdeklődőket.
- kertivasút
- terepasztal
- hajtányozás
- Csajka vágánygépkocsi vezetés
- mozdonyvezetés
- mozdonyszimulátor
- lóvasút

## Megközelítése
- A Budapest–Esztergom-vasútvonalnak saját megállóhelye van a park közvetlen közelében, igaz, a Vasútmúzeum megállóhelyen csak hétvégén és ünnepnapokon állnak meg vonatok. A vonalon közlekedő többi járat utasai Angyalföld vasútállomástól érhetik el legegyszerűbben a Vasúttörténeti Parkot, körülbelül 15 perces sétával.
- A Vasútmúzeum megállóhelytől 100 méterre található az Újpest és Angyalföld között közlekedő 120-as jelzésű autóbusz Reitter Ferenc utca elnevezésű megállója.
- A Reitter Ferenc utcán végighaladó, sűrű követésű 30-as, 30A és 230-as buszcsalád Kucsma utca és Rokolya utca elnevezésű megállóhelyeitől gyalogosan 800 méterre található.
- A újpesti szakasza kivételével gyorsjáratú 20E autóbusz Angyalföldön a Béke – Tatai úti lakótelepnél lévő Futár utca elnevezésű megállóhely már messzebb található, gyalogosan 1,2 km távolság a parkhoz viszonyítva.
- Az ide vezető vágányok a Budapest–Szob-vasútvonalról ágaznak le a Szegedi úti átkelőhelynél Rákosrendező előtt (ez az úgynevezett Rákosrendező–Vasúttörténeti Park (MÁV 210) vasútvonal).

## Galéria

### Légipanoráma
- https://web.archive.org/web/20190416104756/http://legipanorama.hu/work/vasutpark/

### Gőzmozdonyok

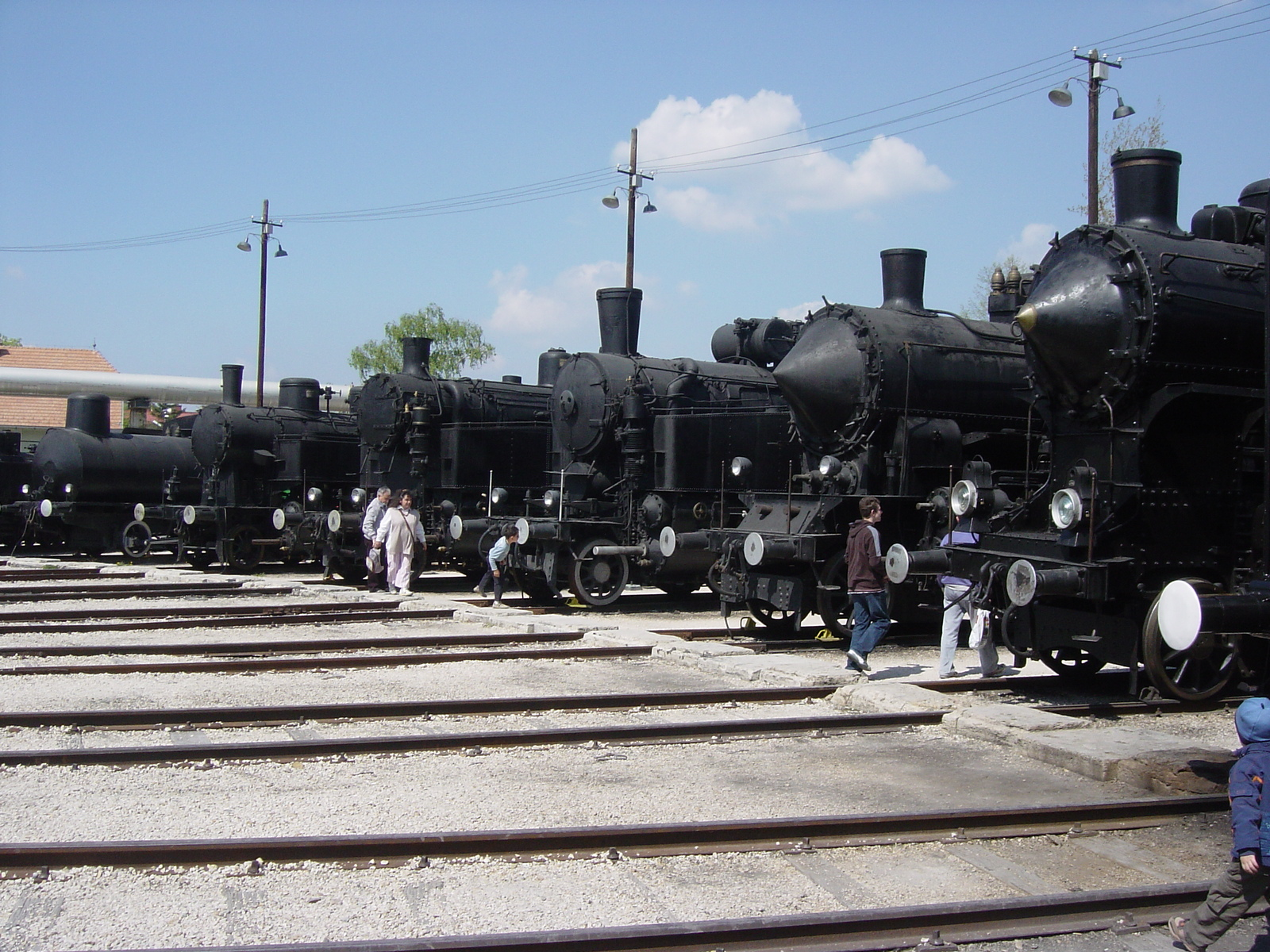
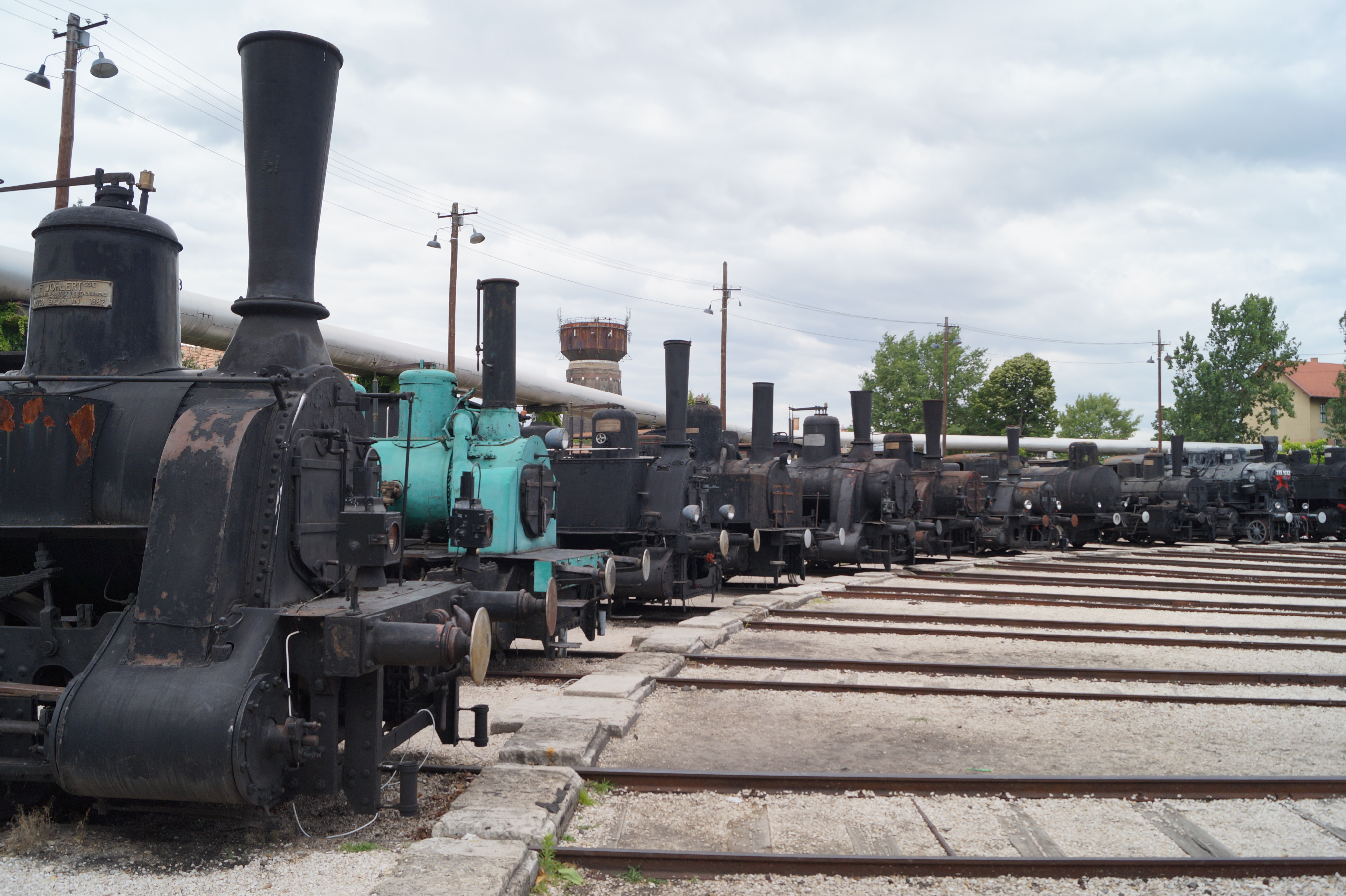
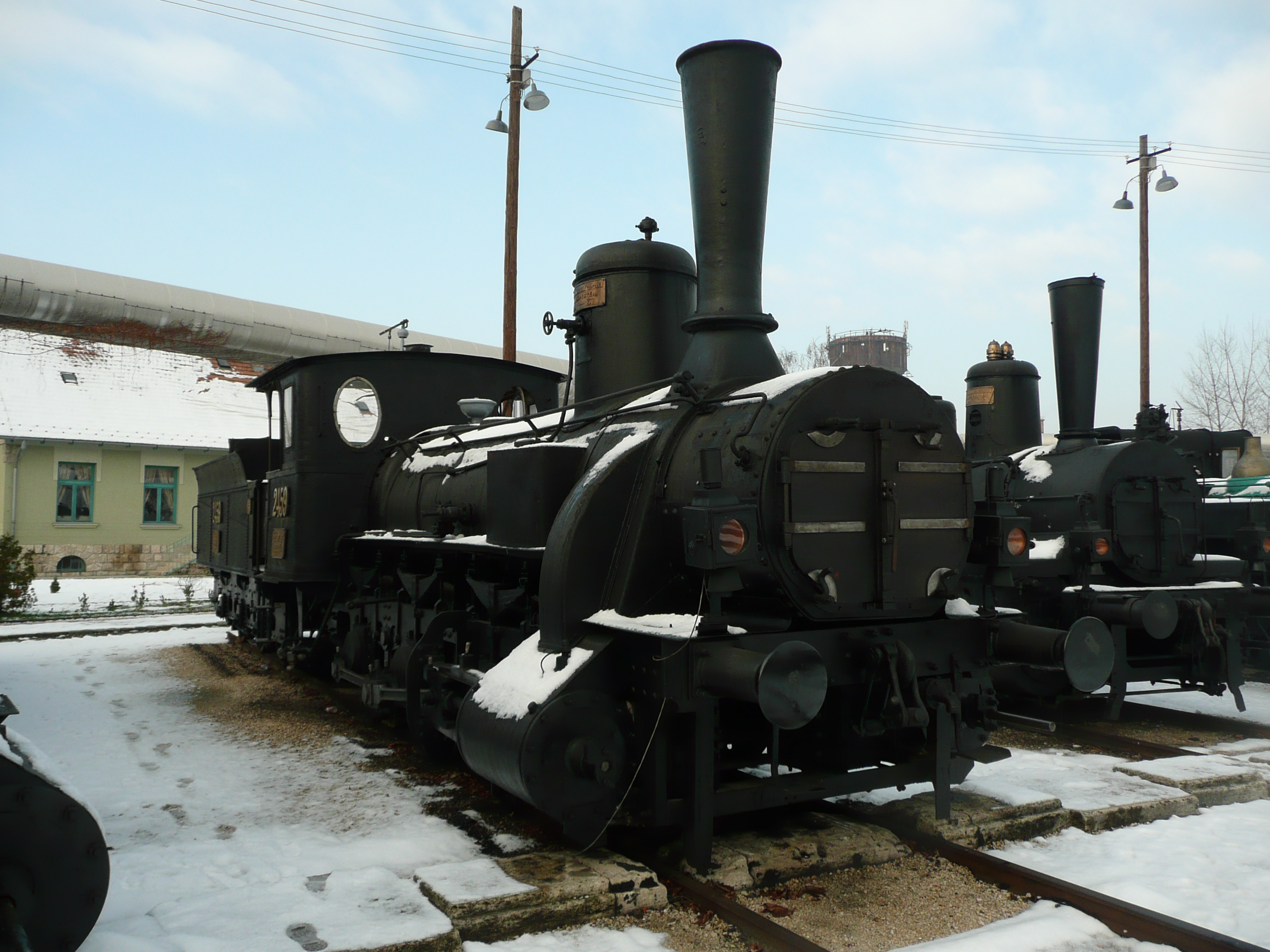
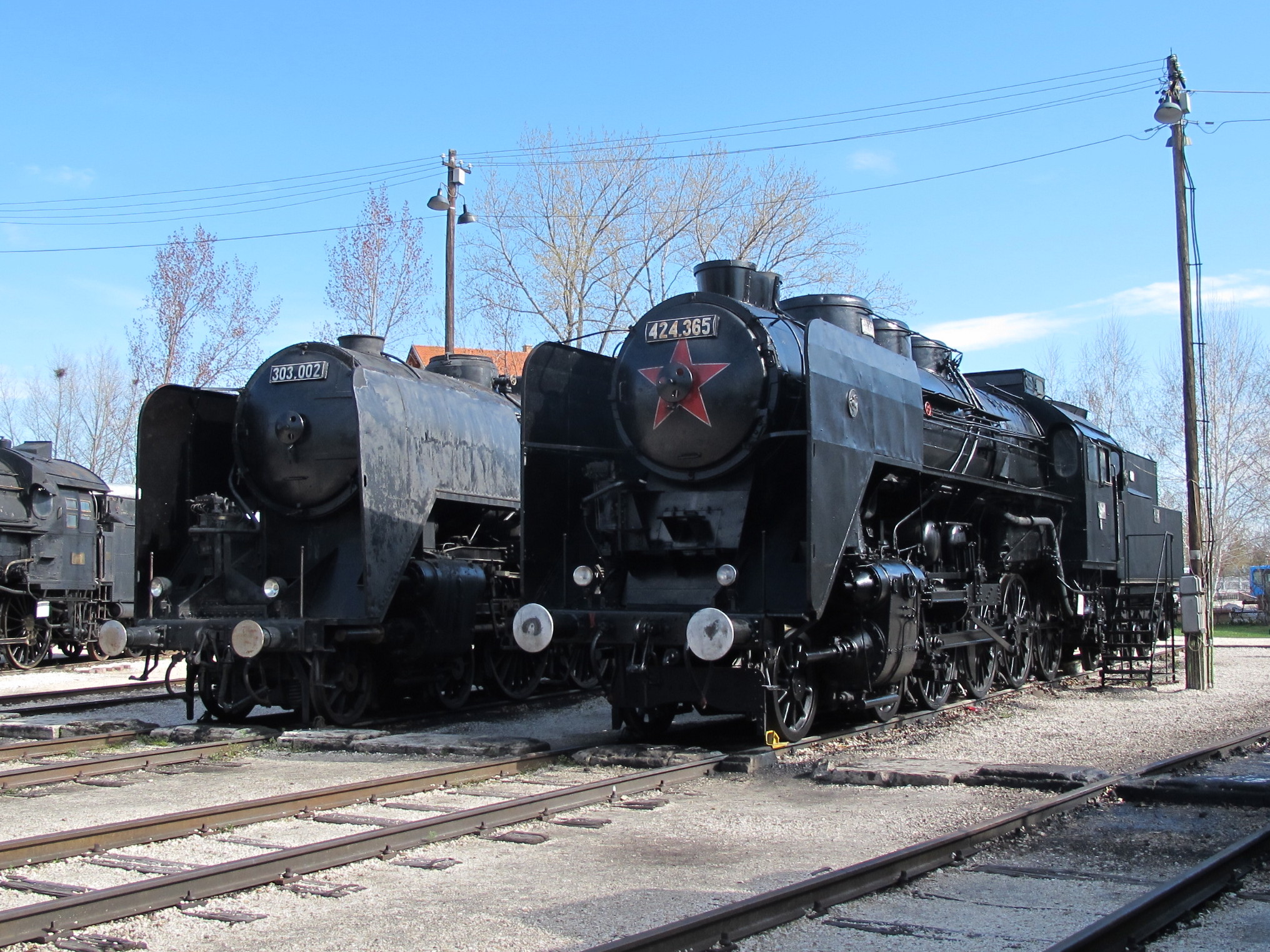
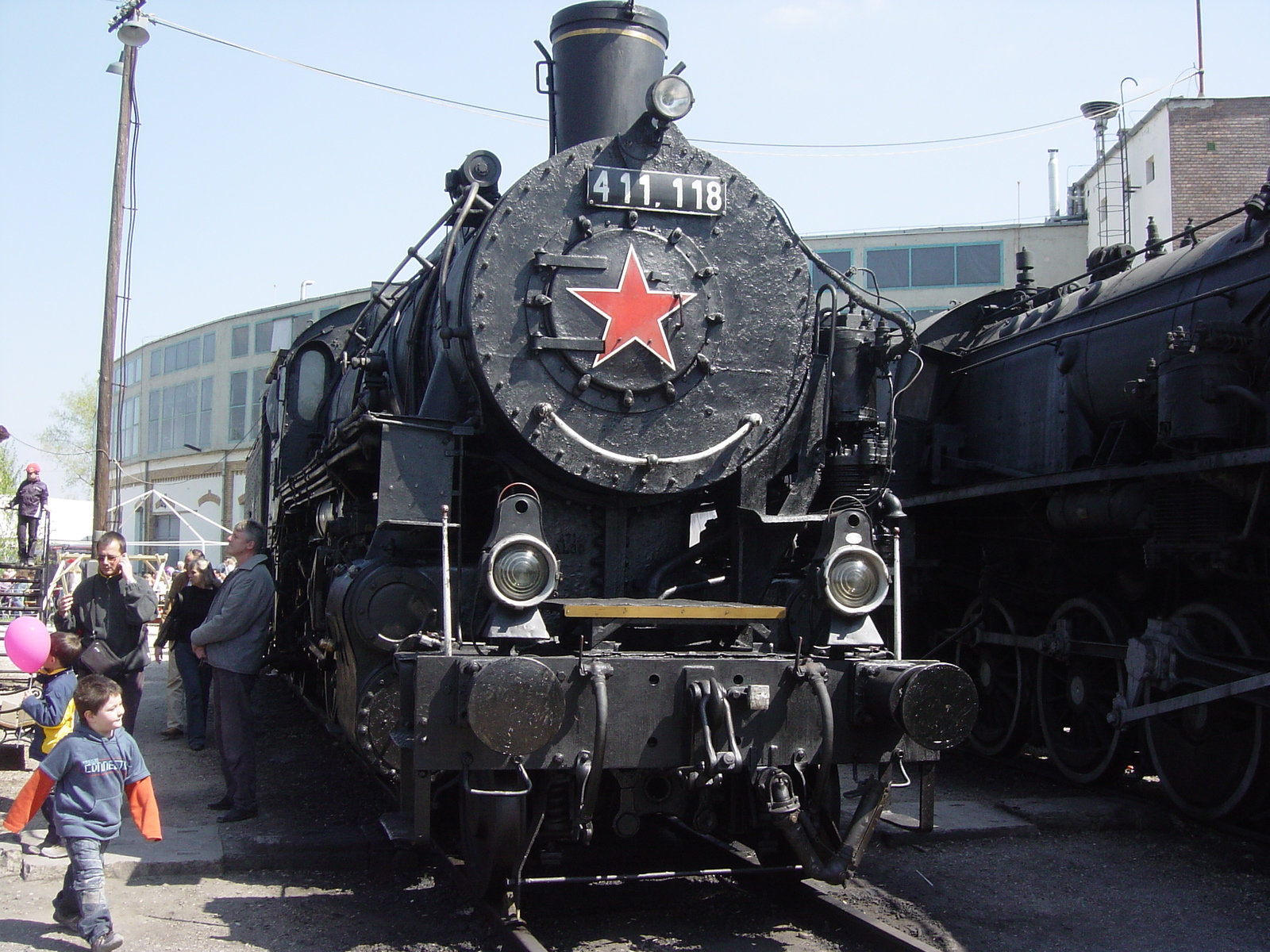
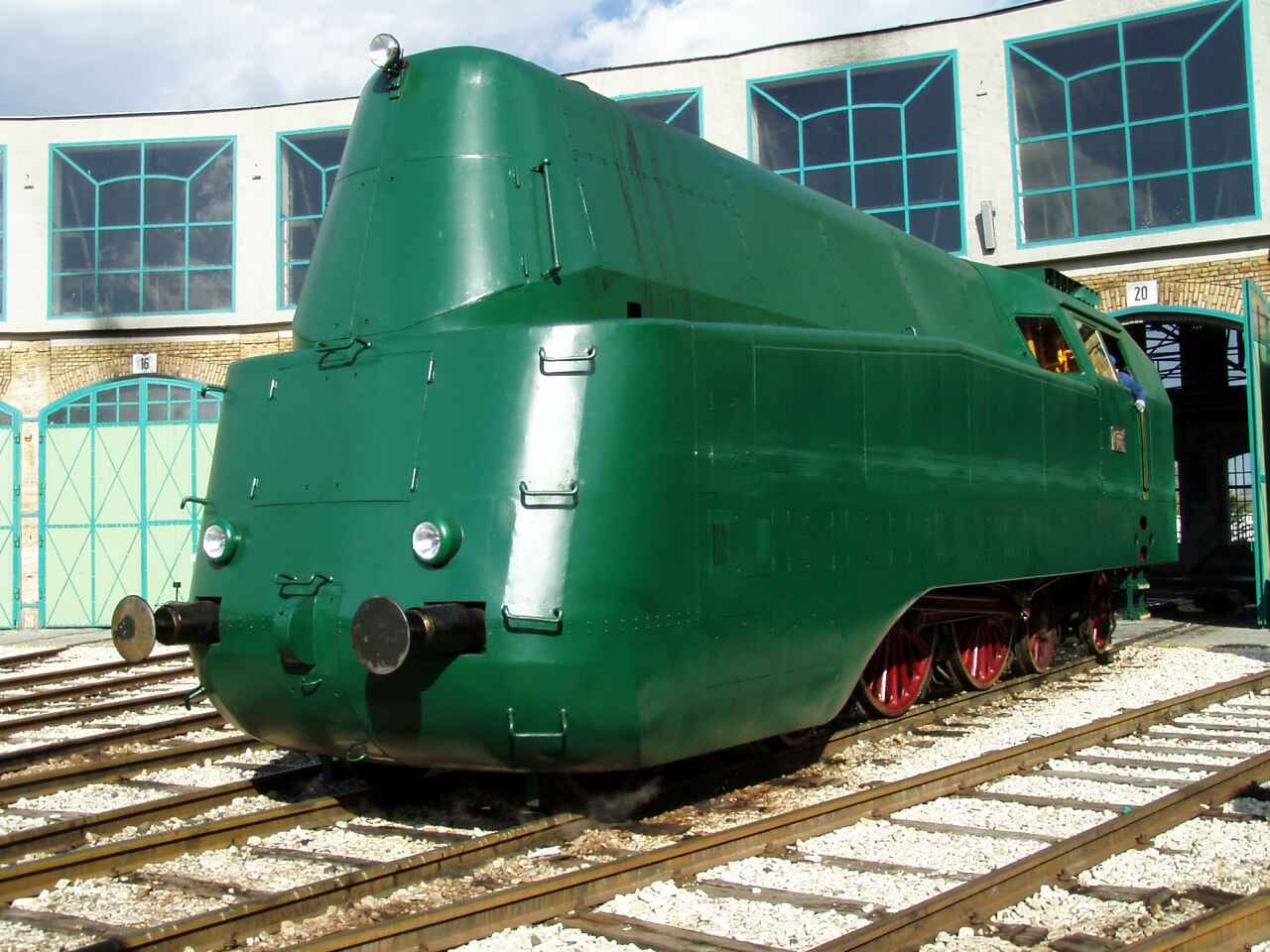

### Dízelmozdonyok

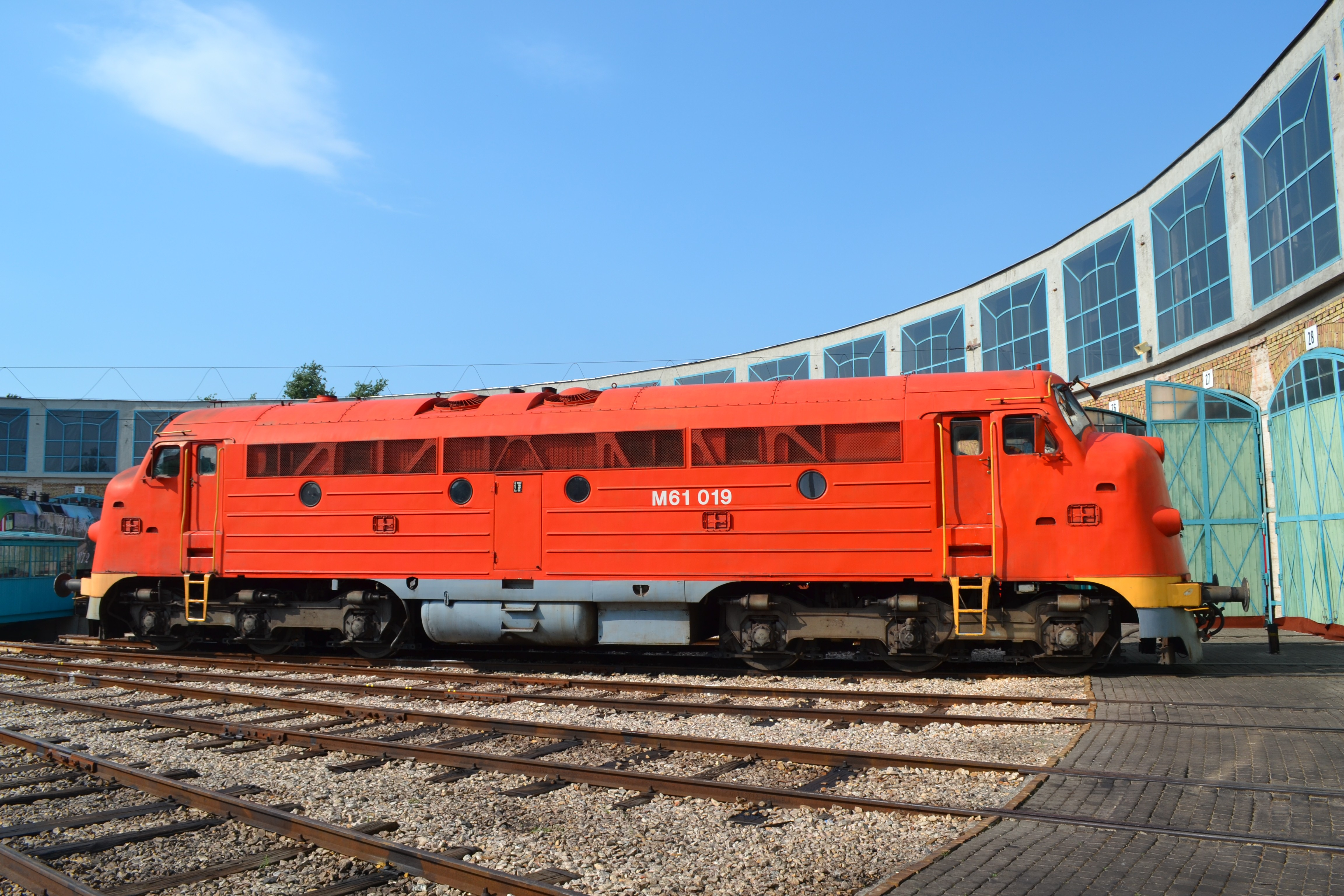
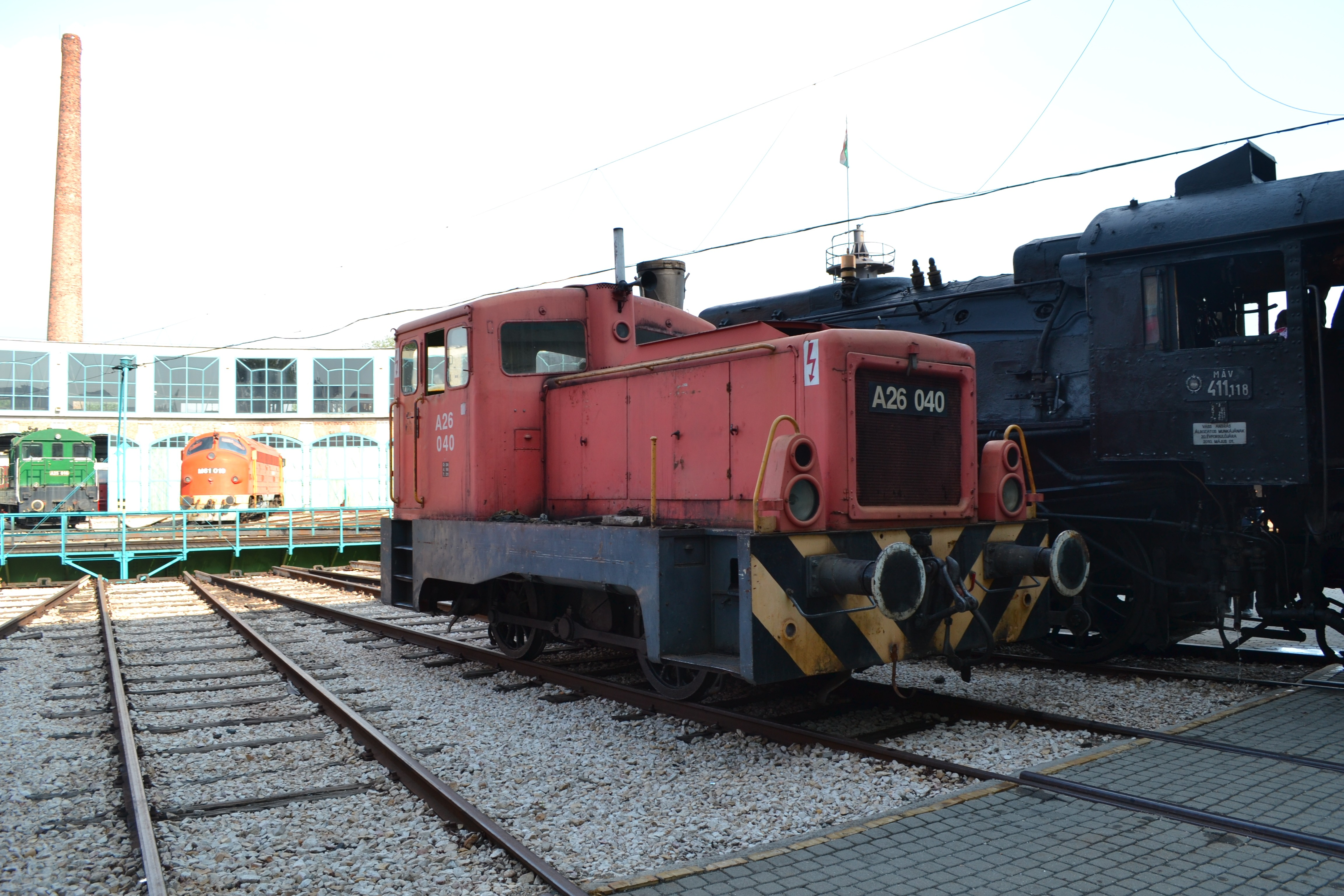
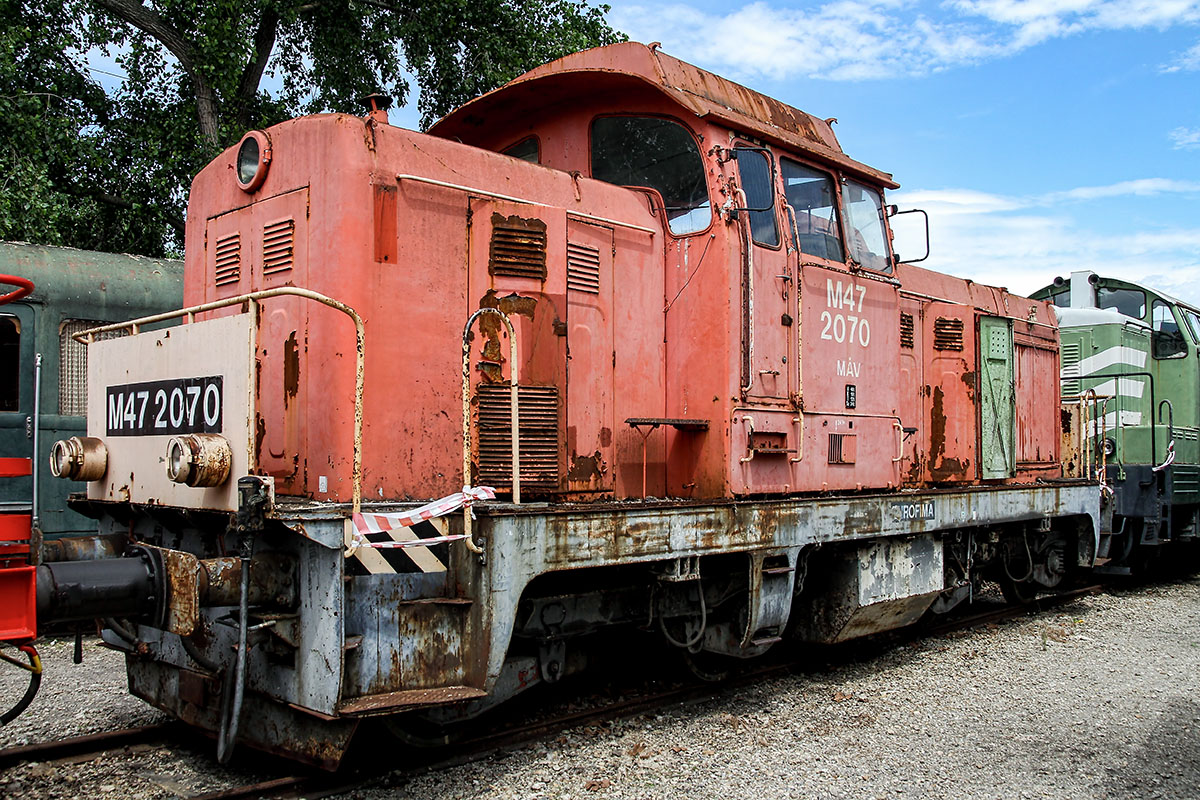
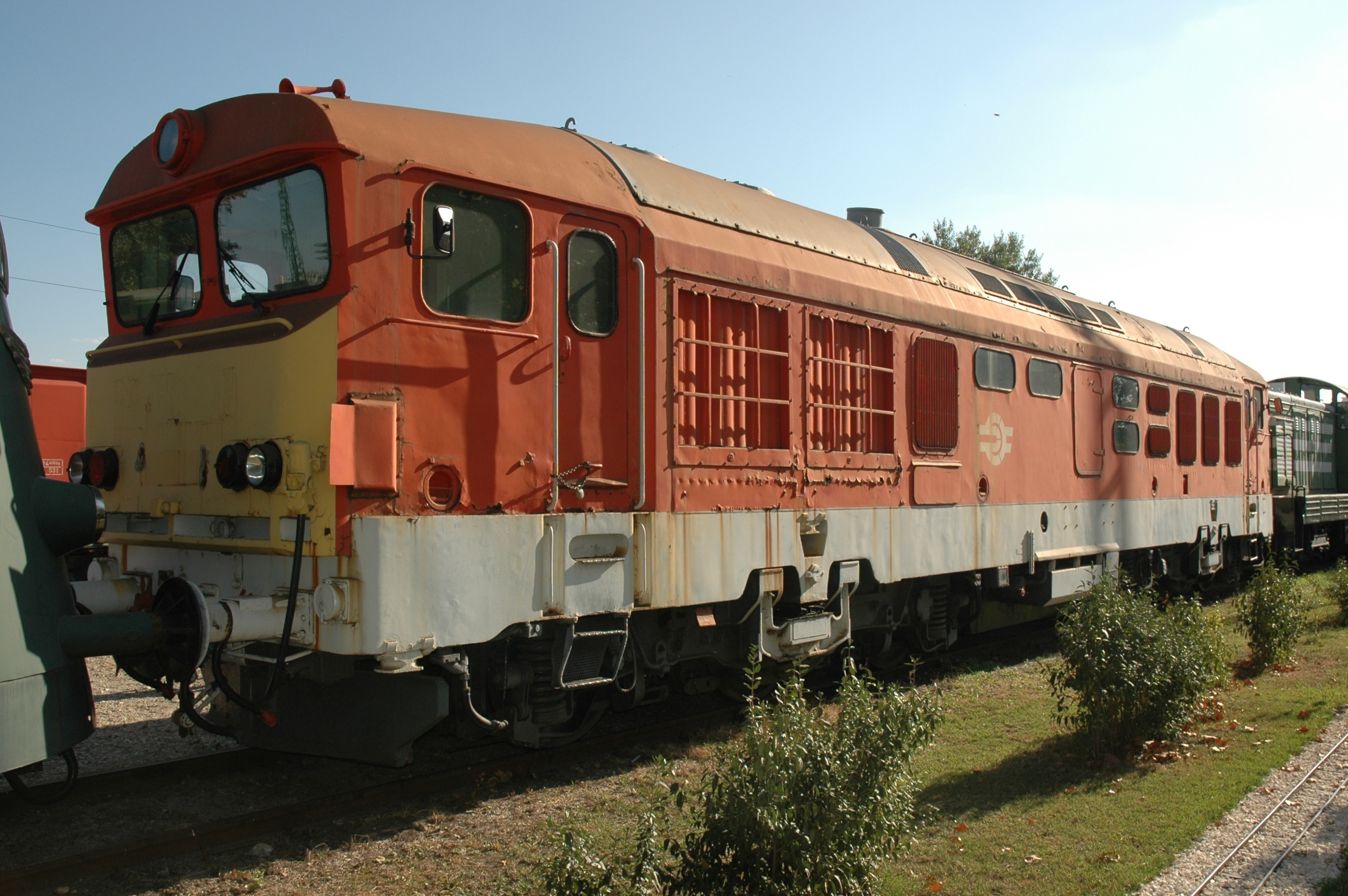
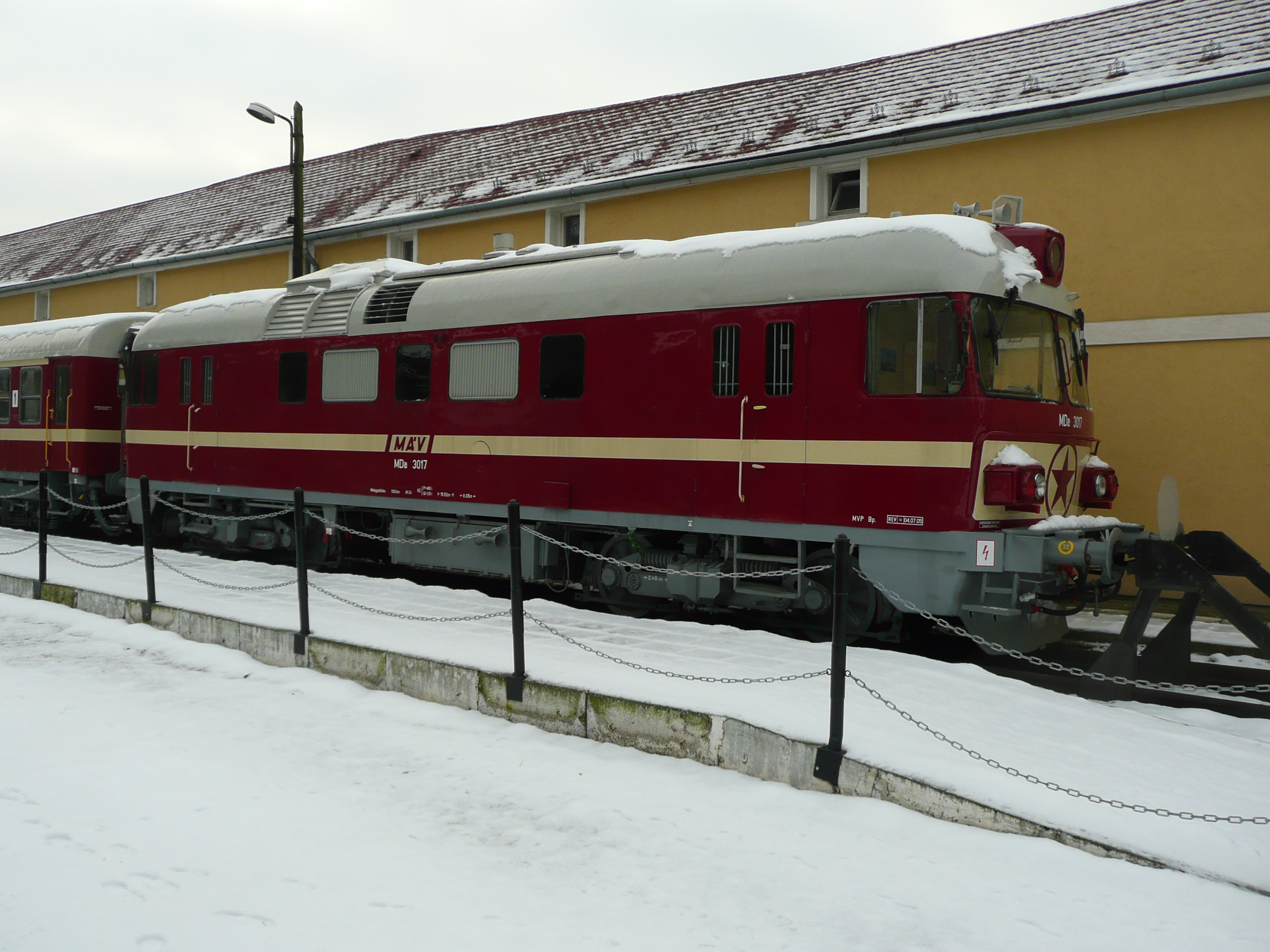
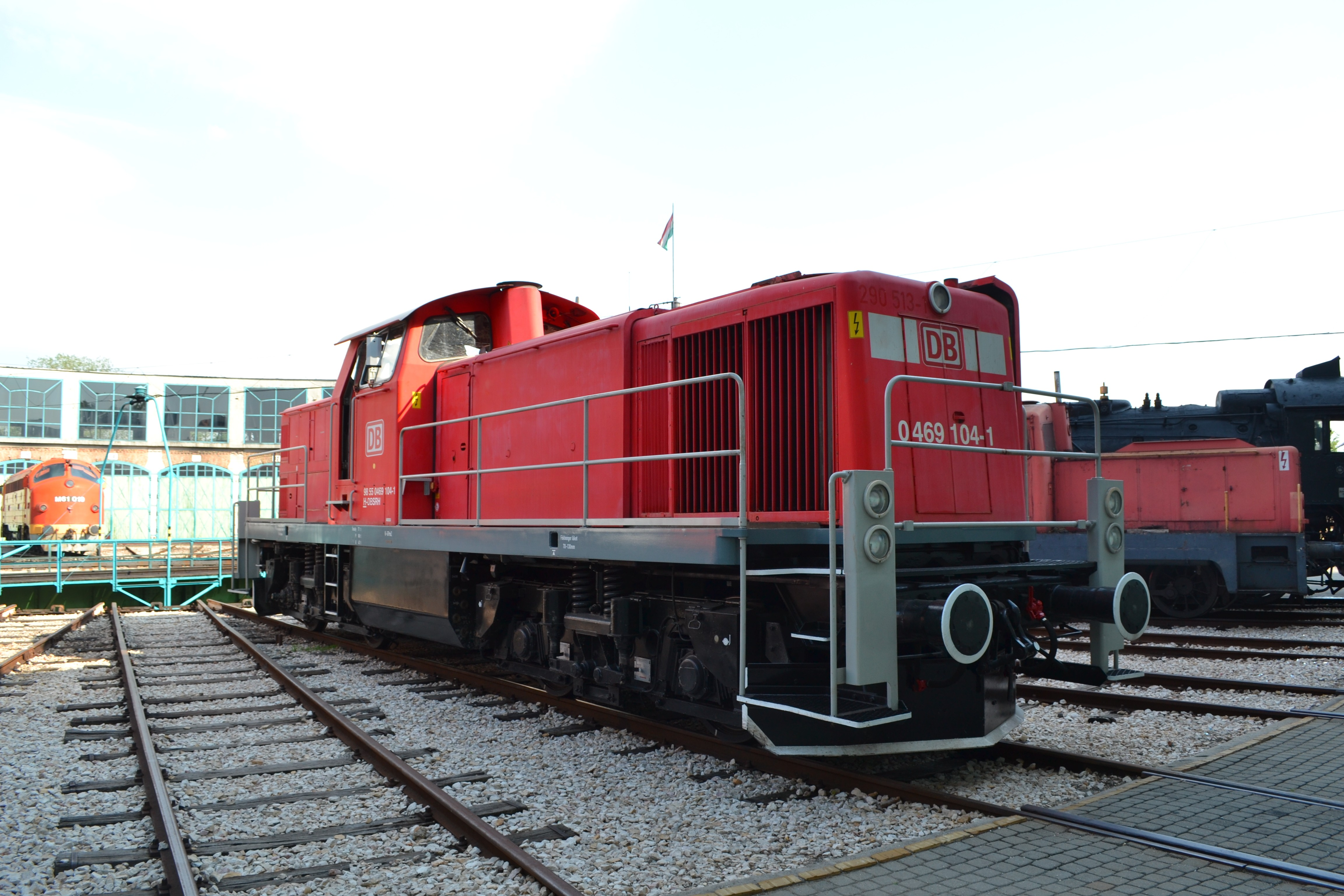

### Villanymozdonyok

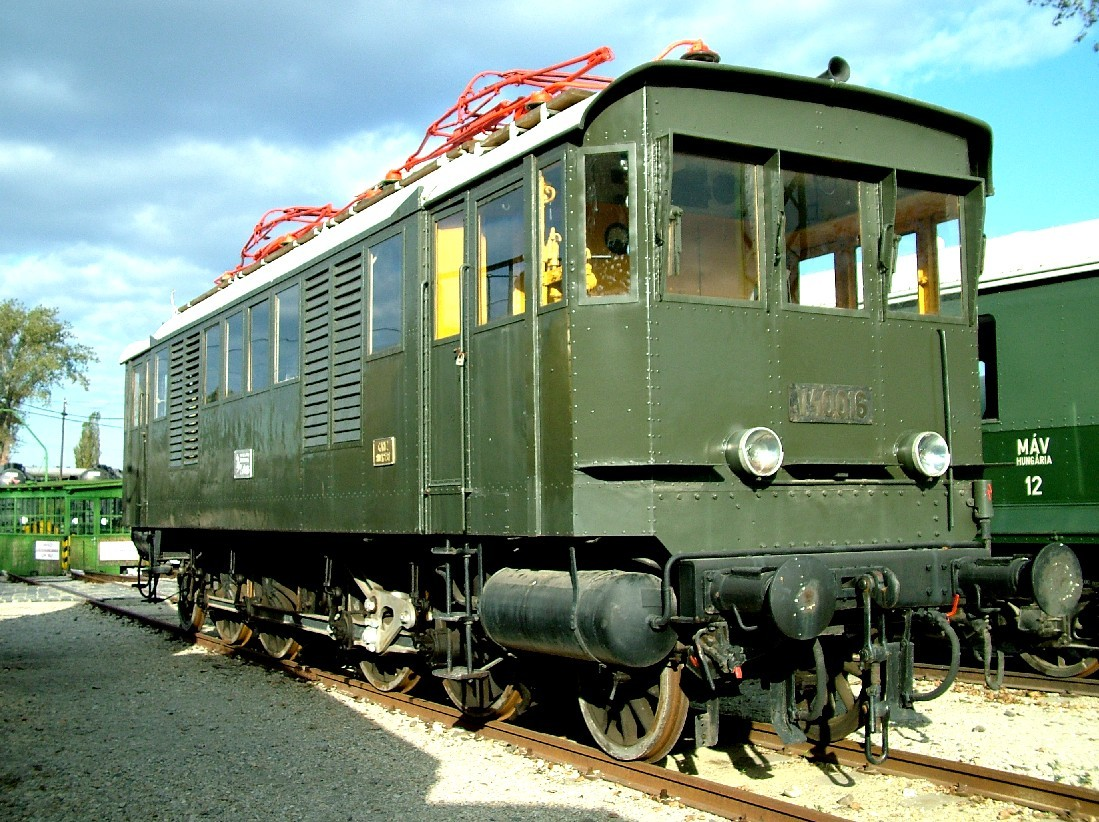
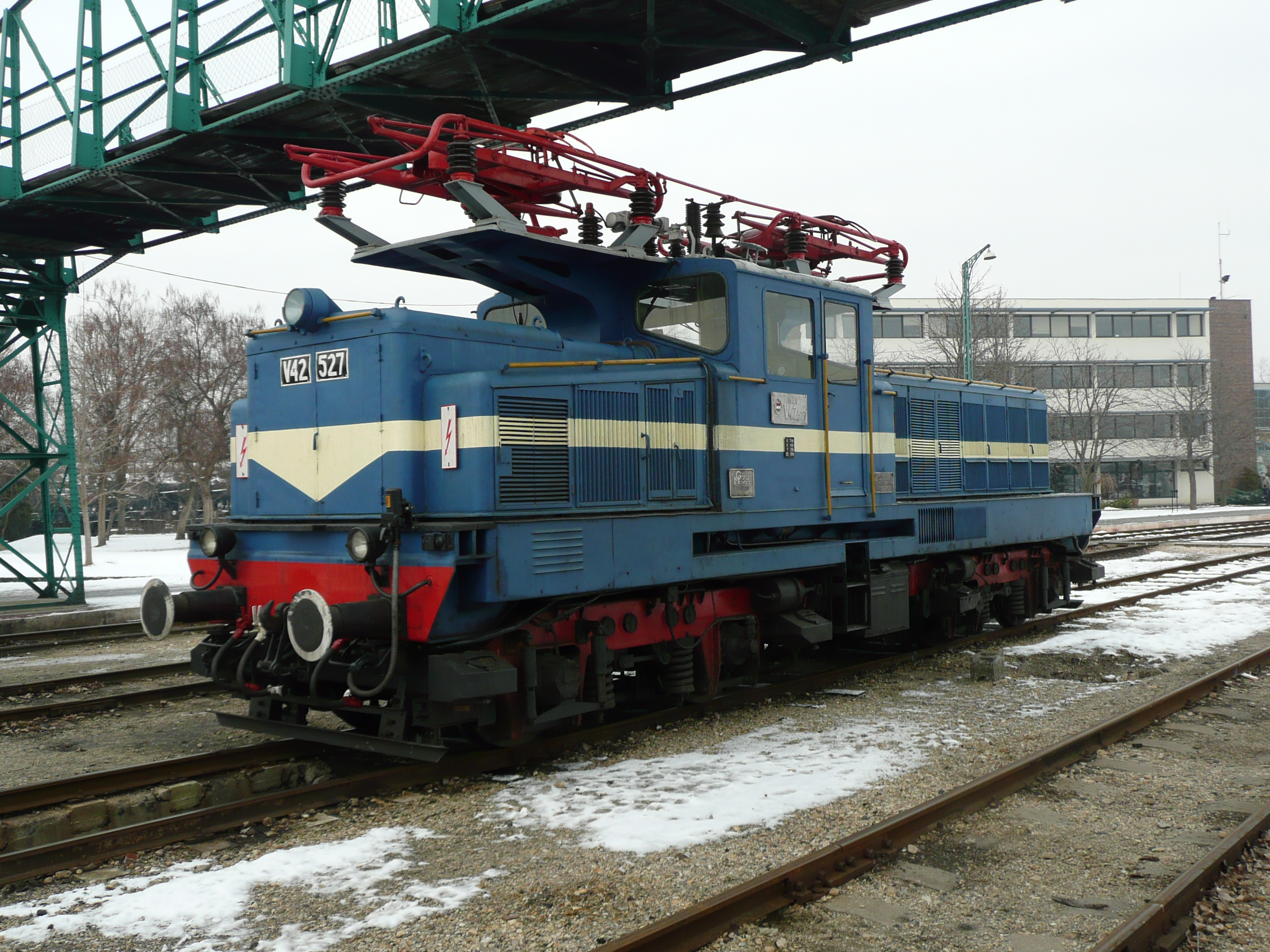
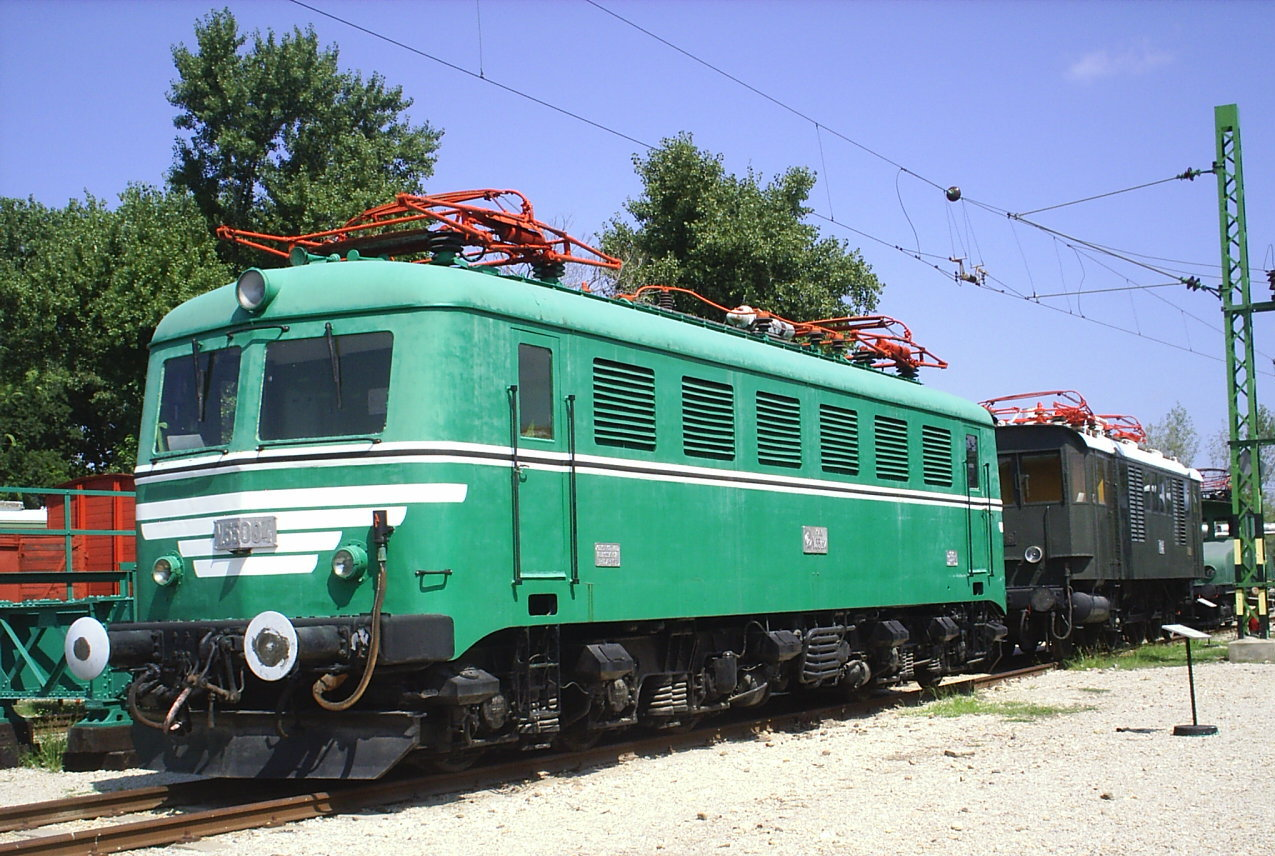
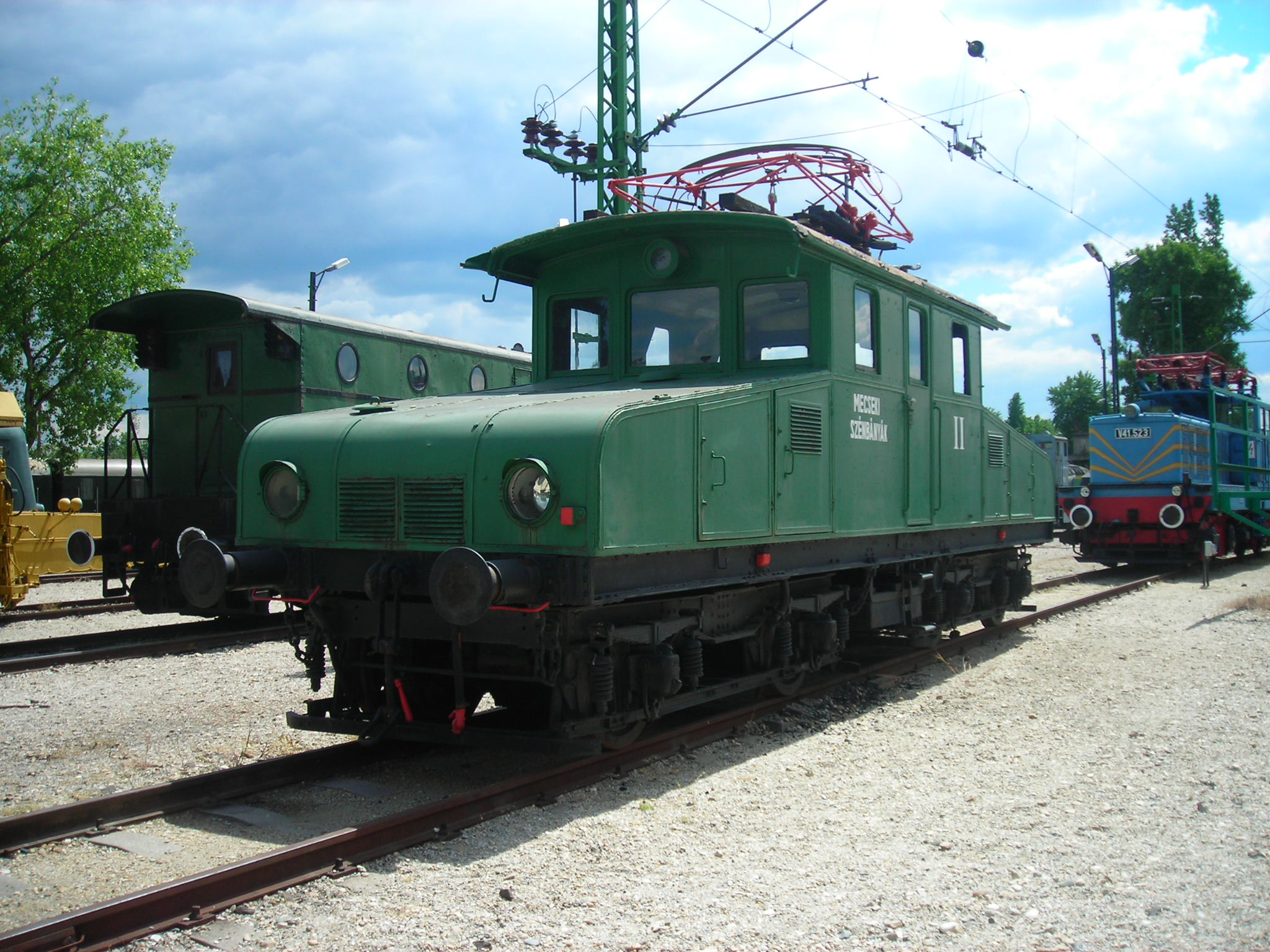
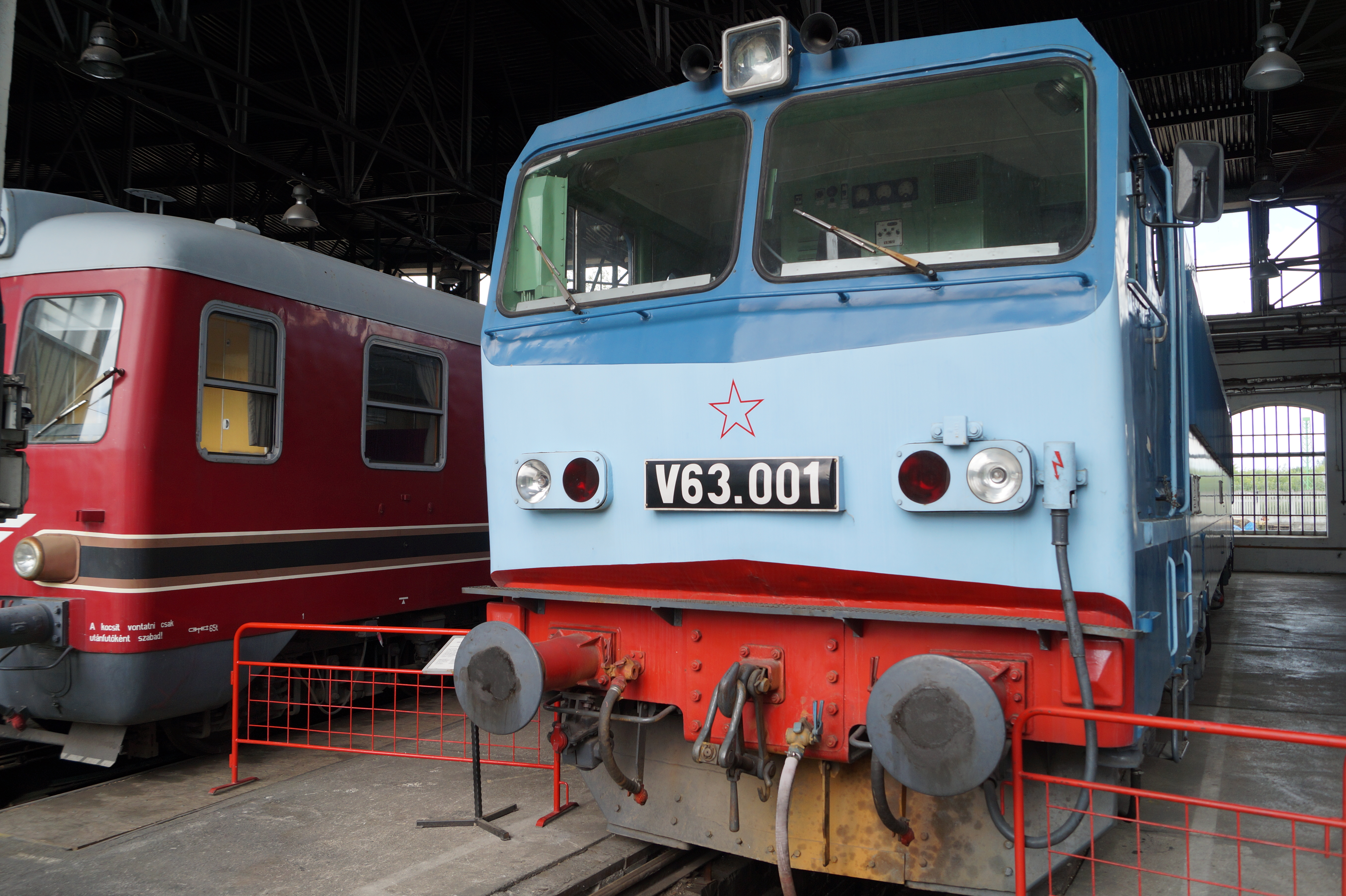
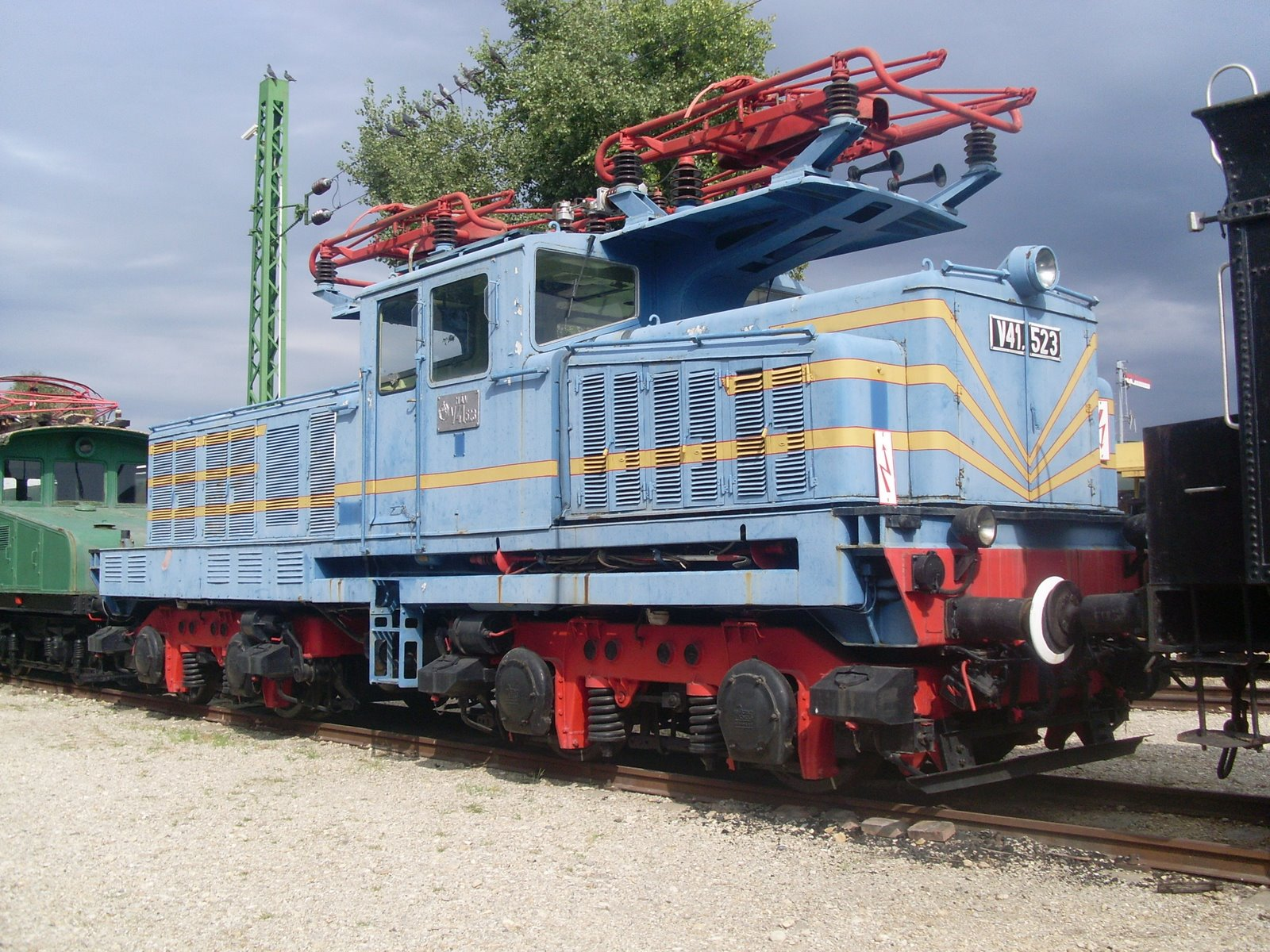

### Motorvonatok, vasúti személykocsik

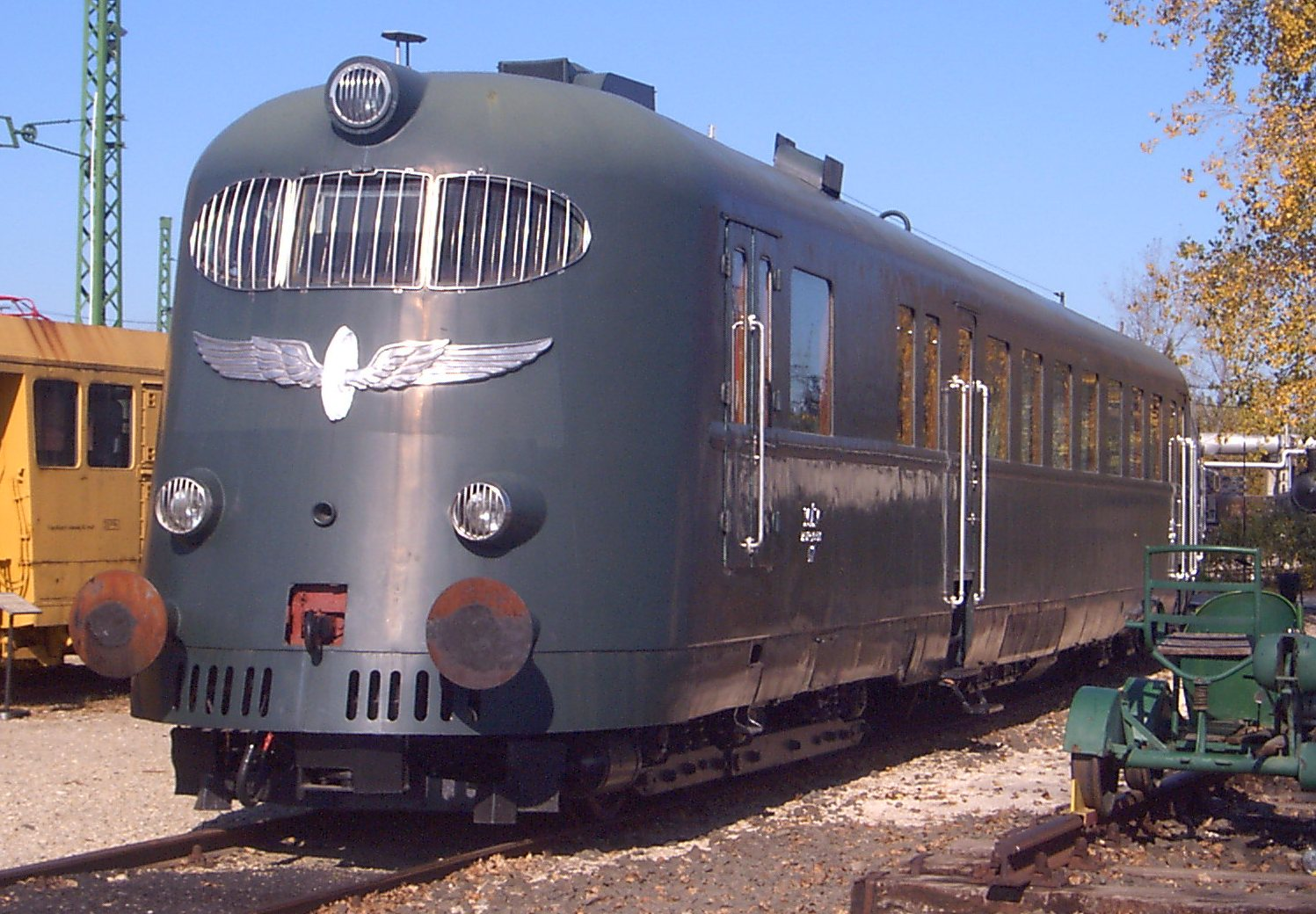
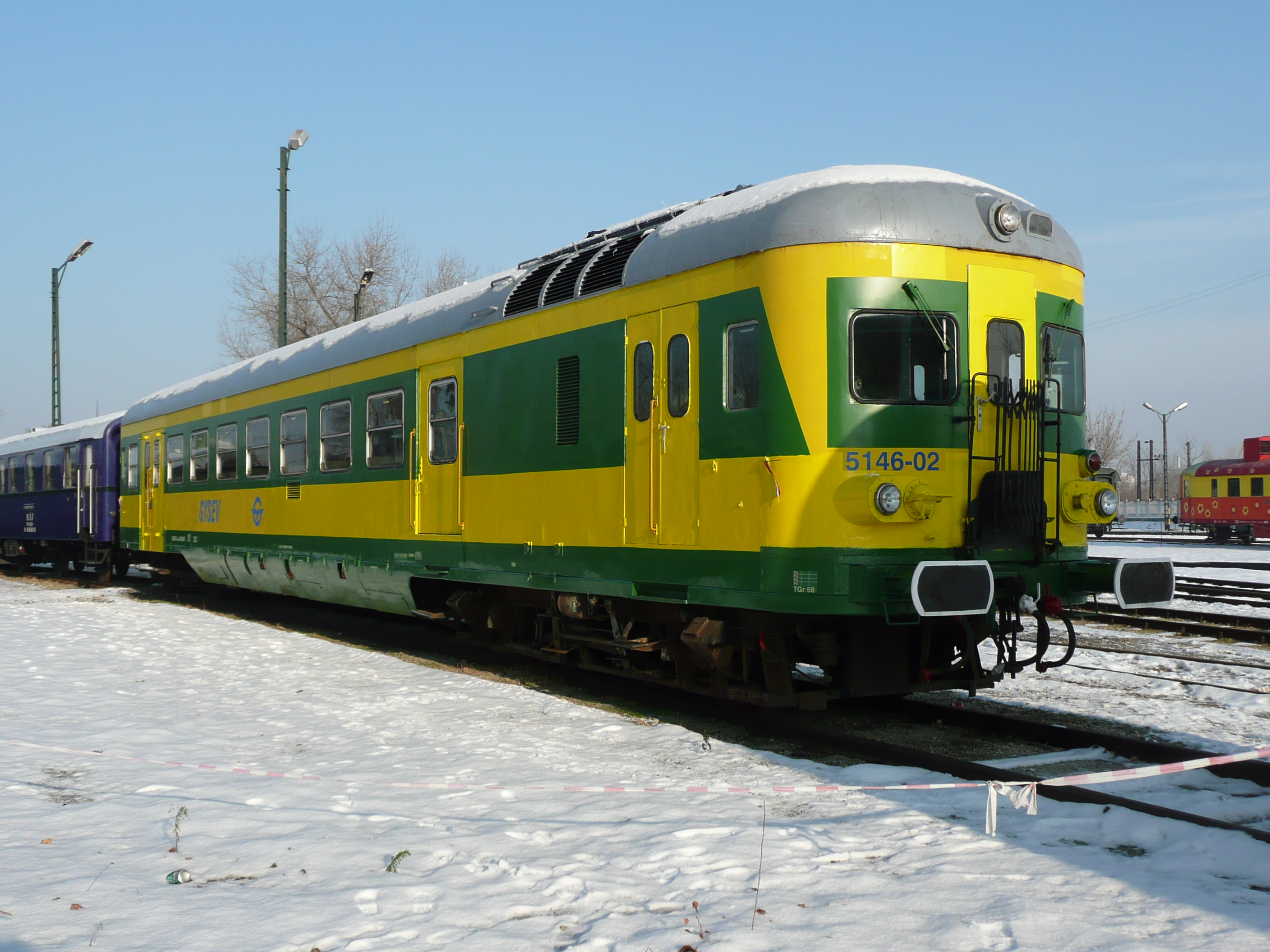
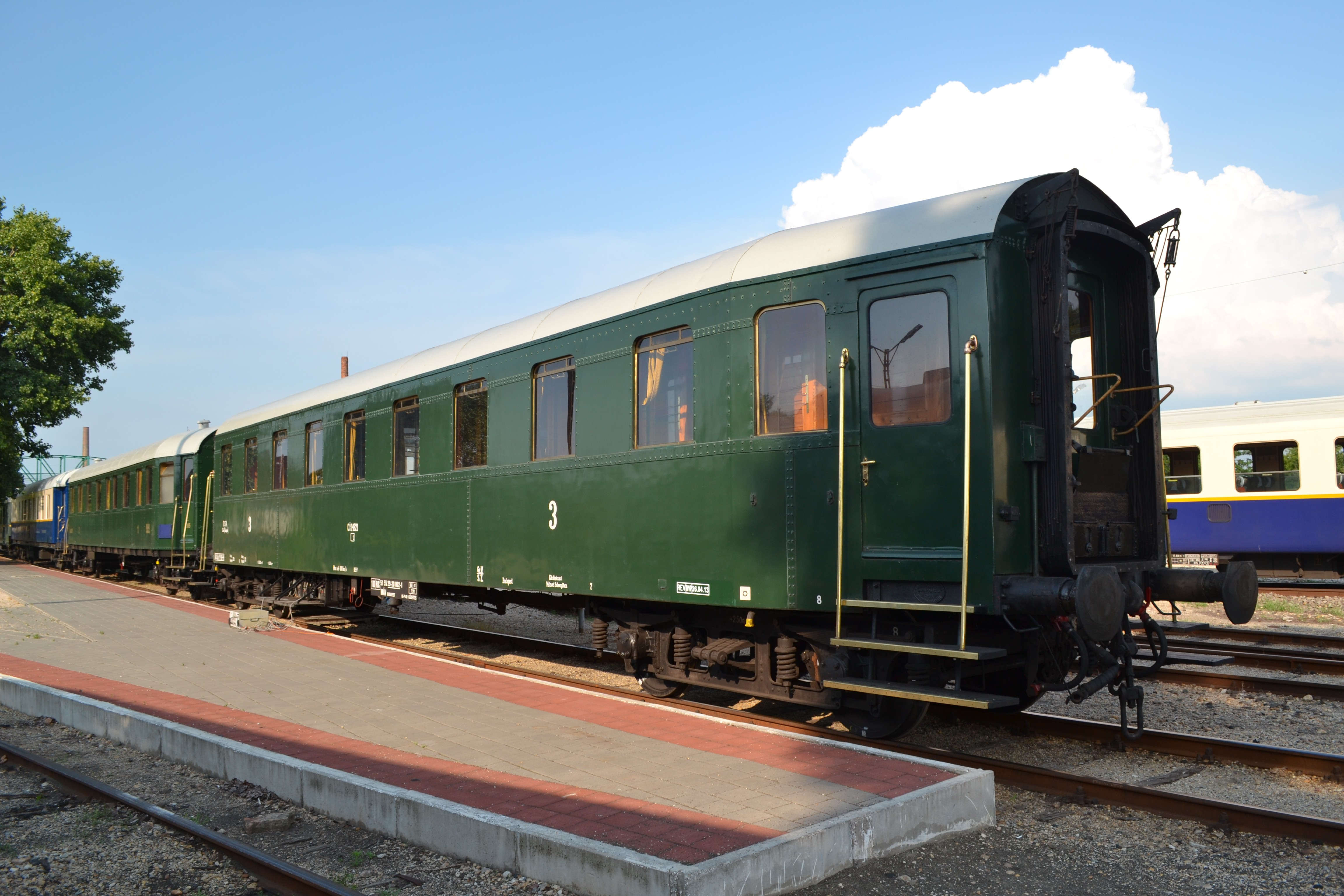
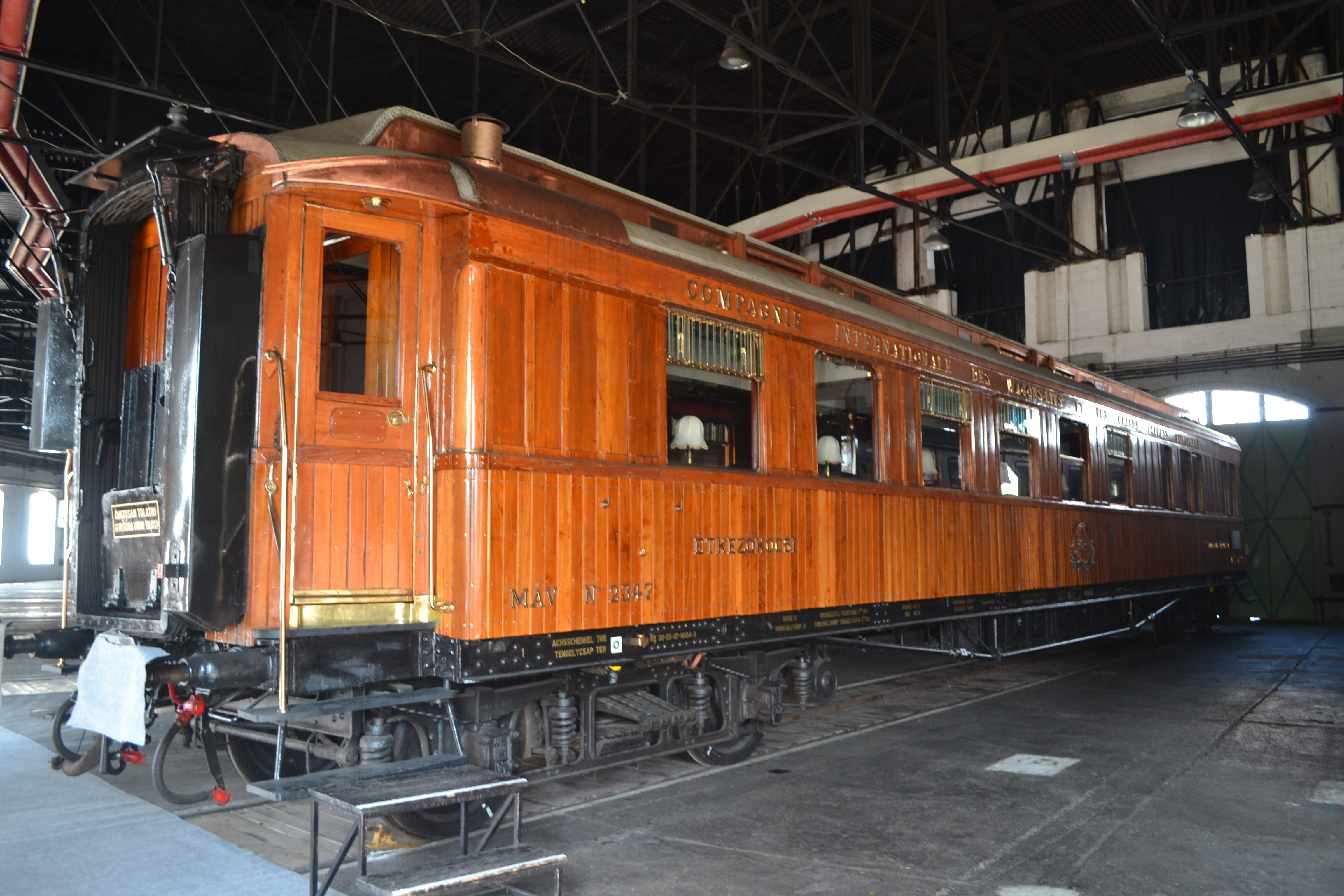
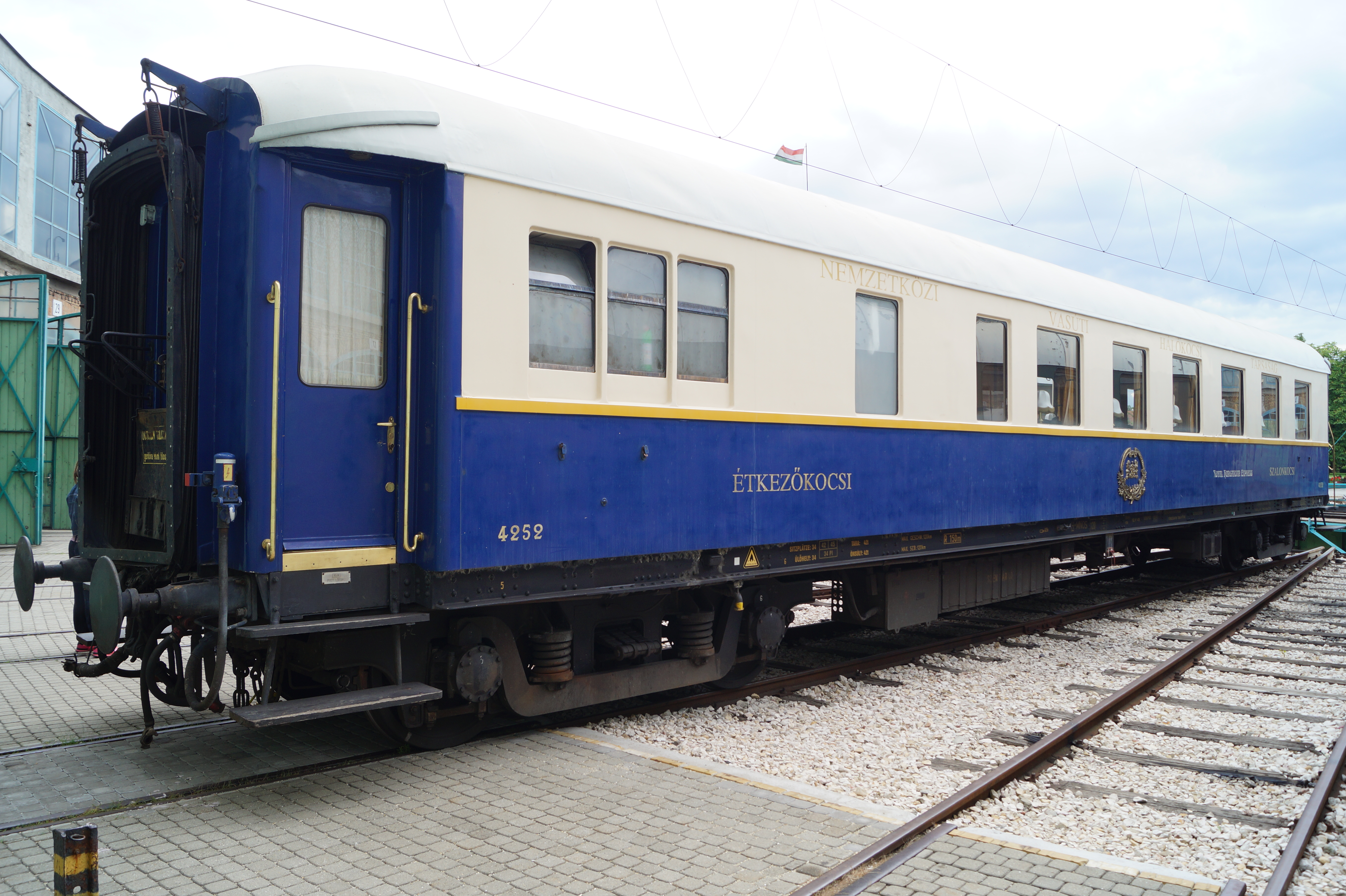
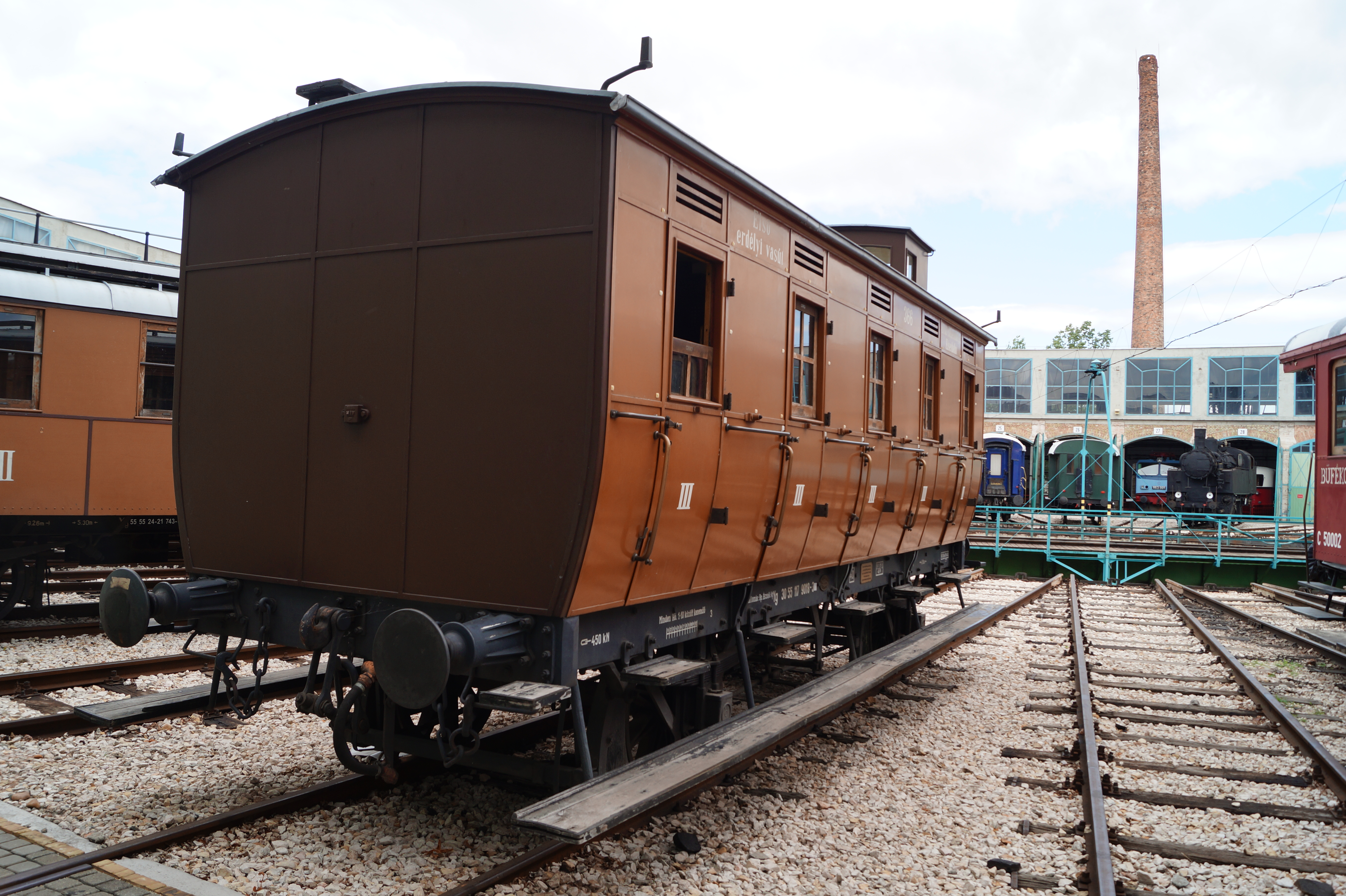

### Vasúti teherkocsik

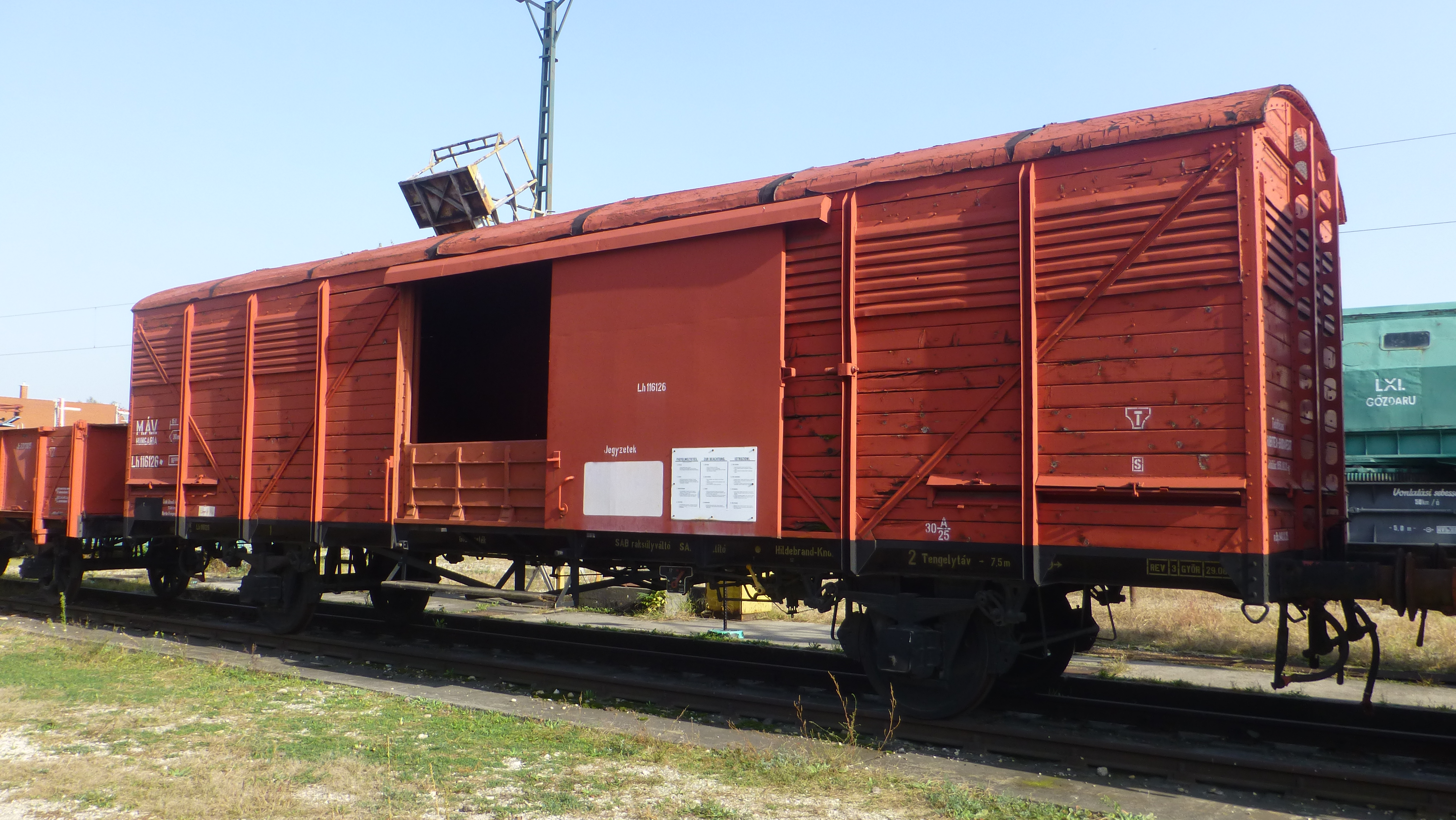
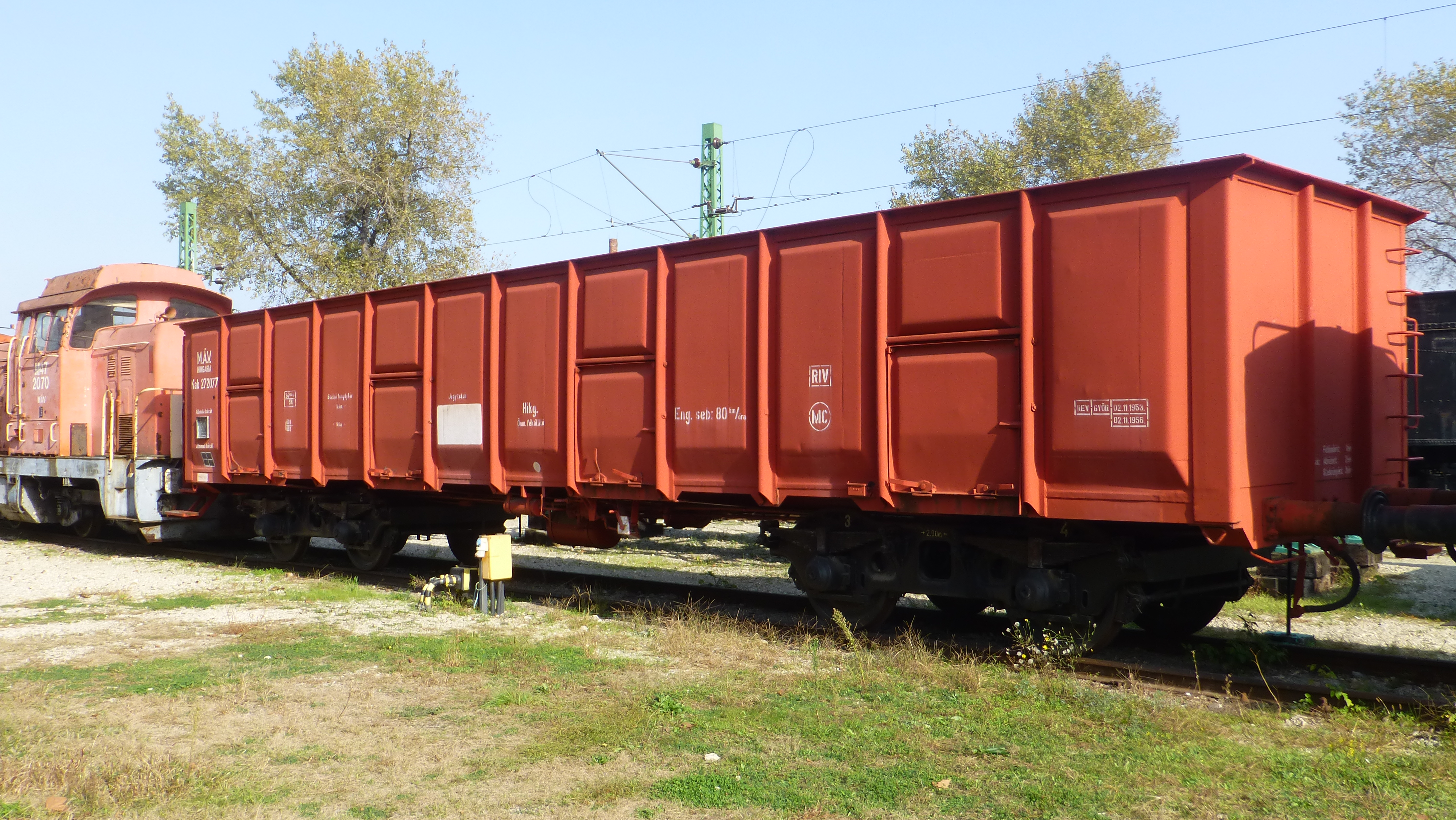
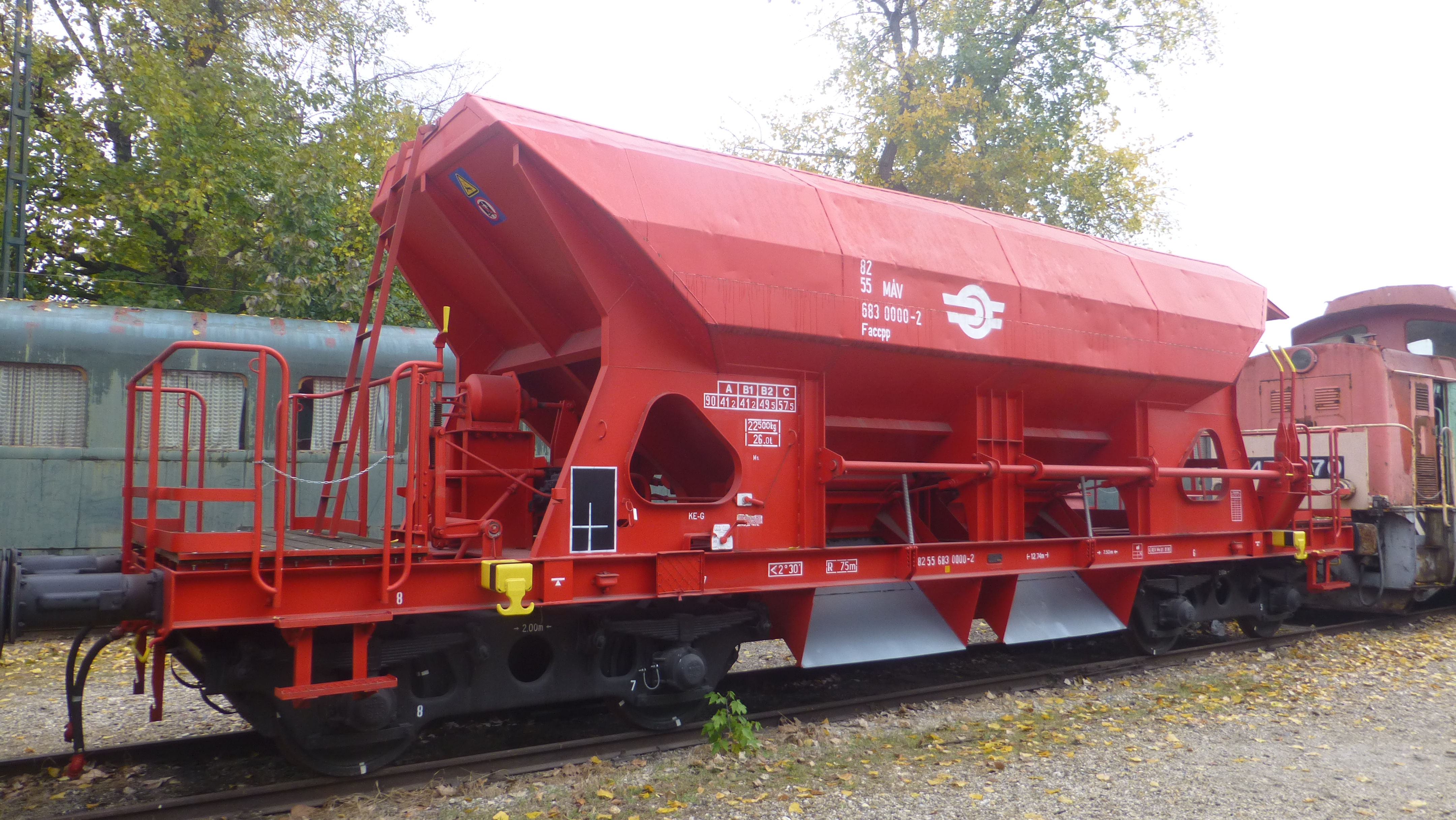
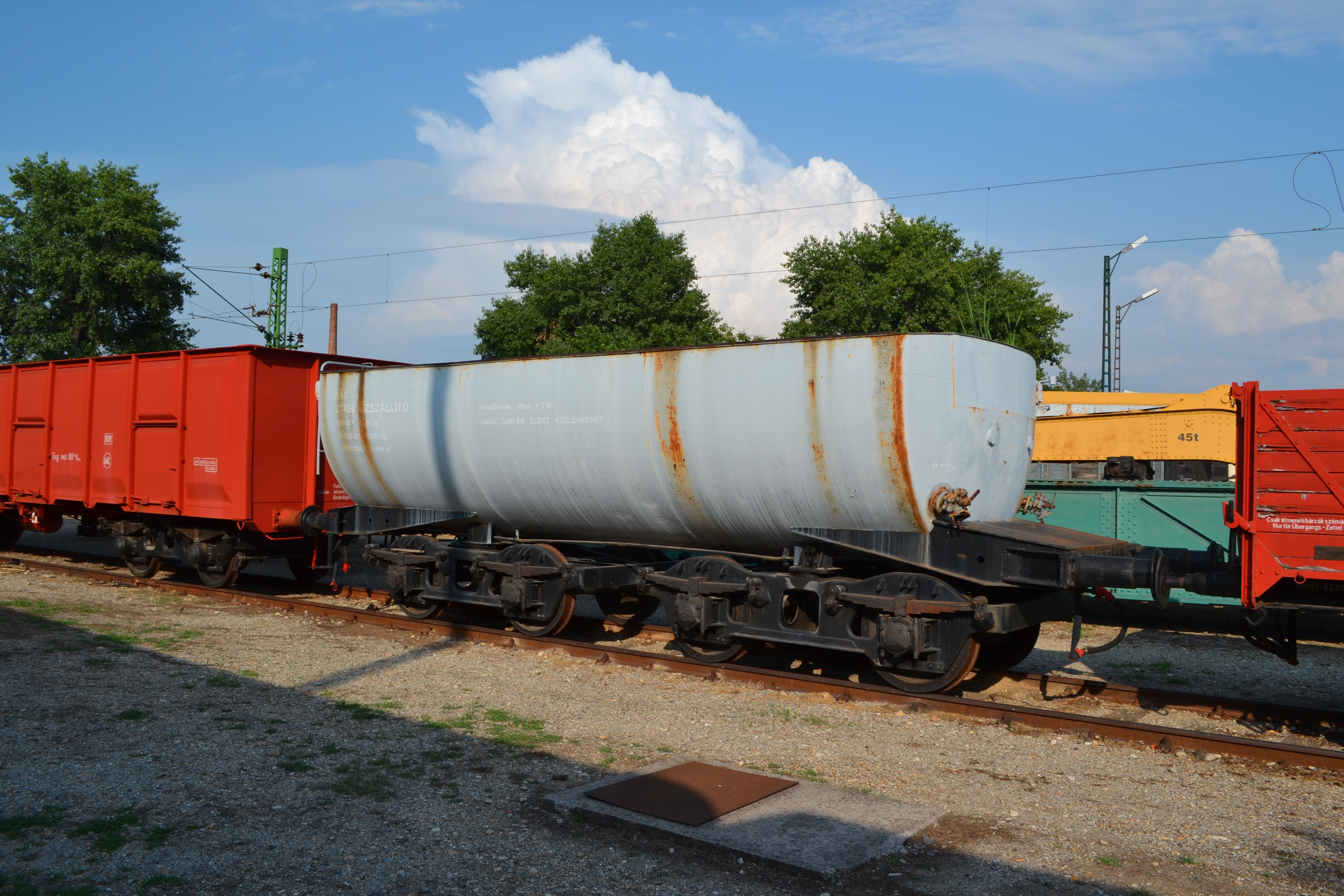
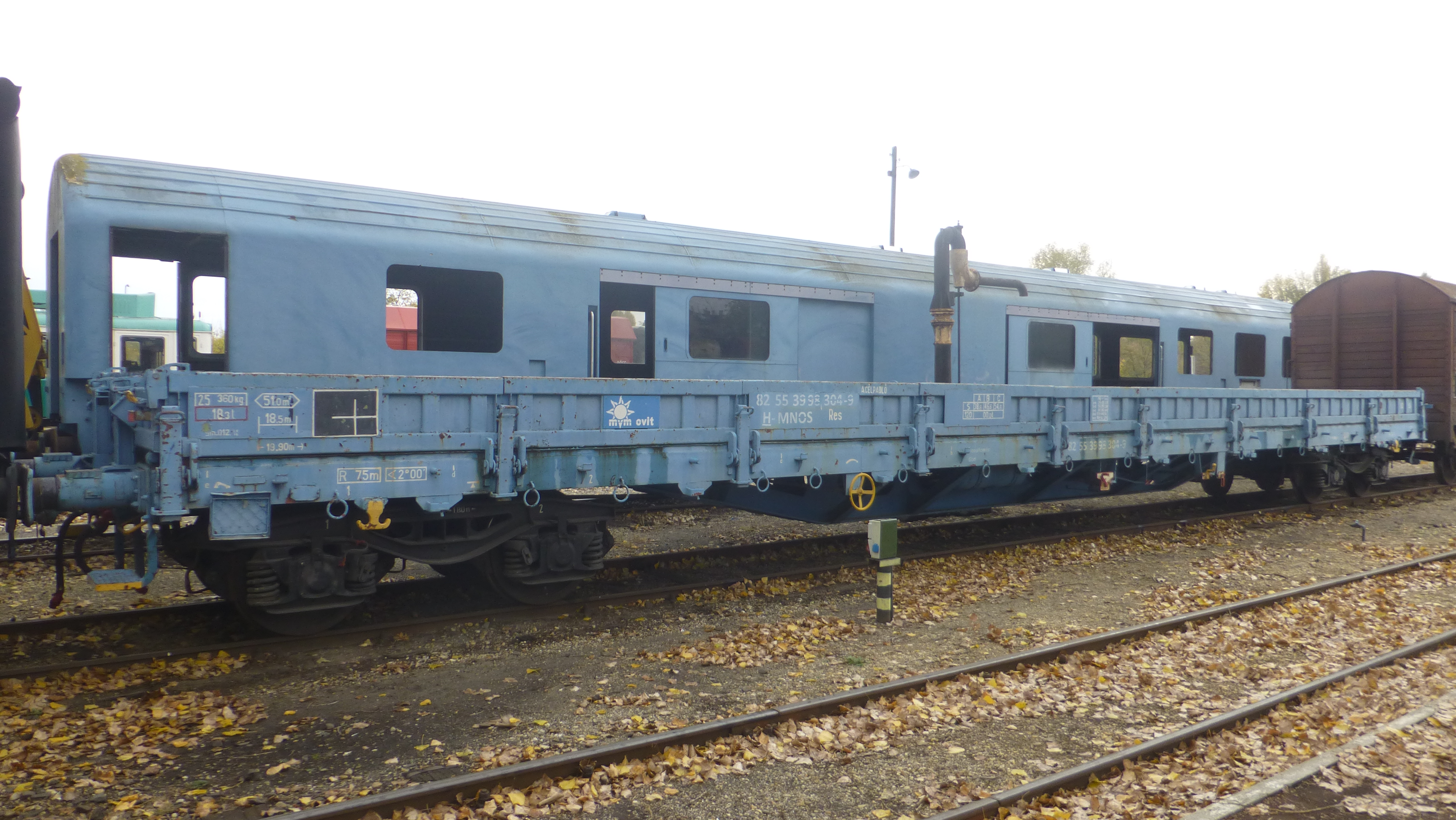
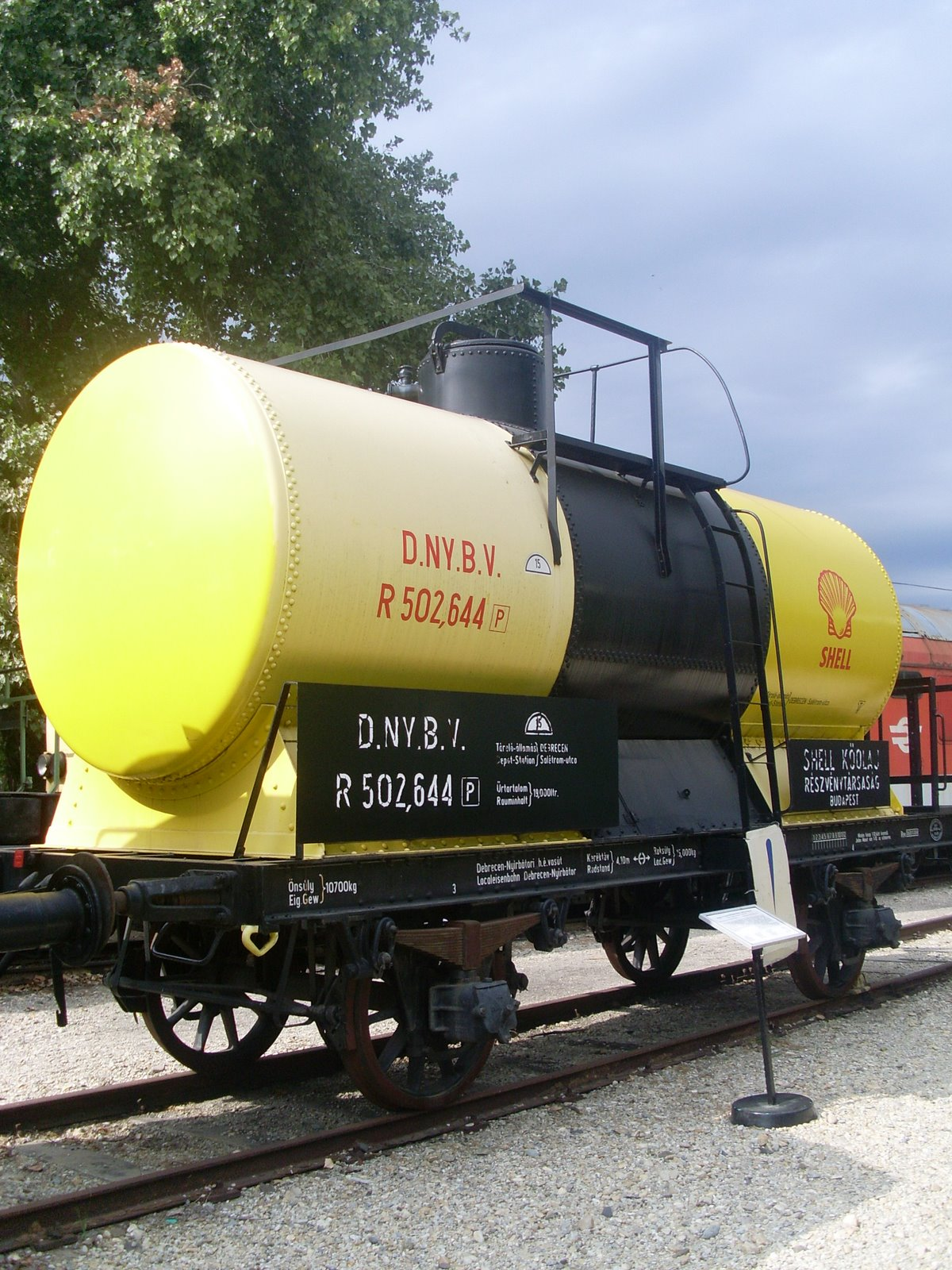

### Egyéb járművek

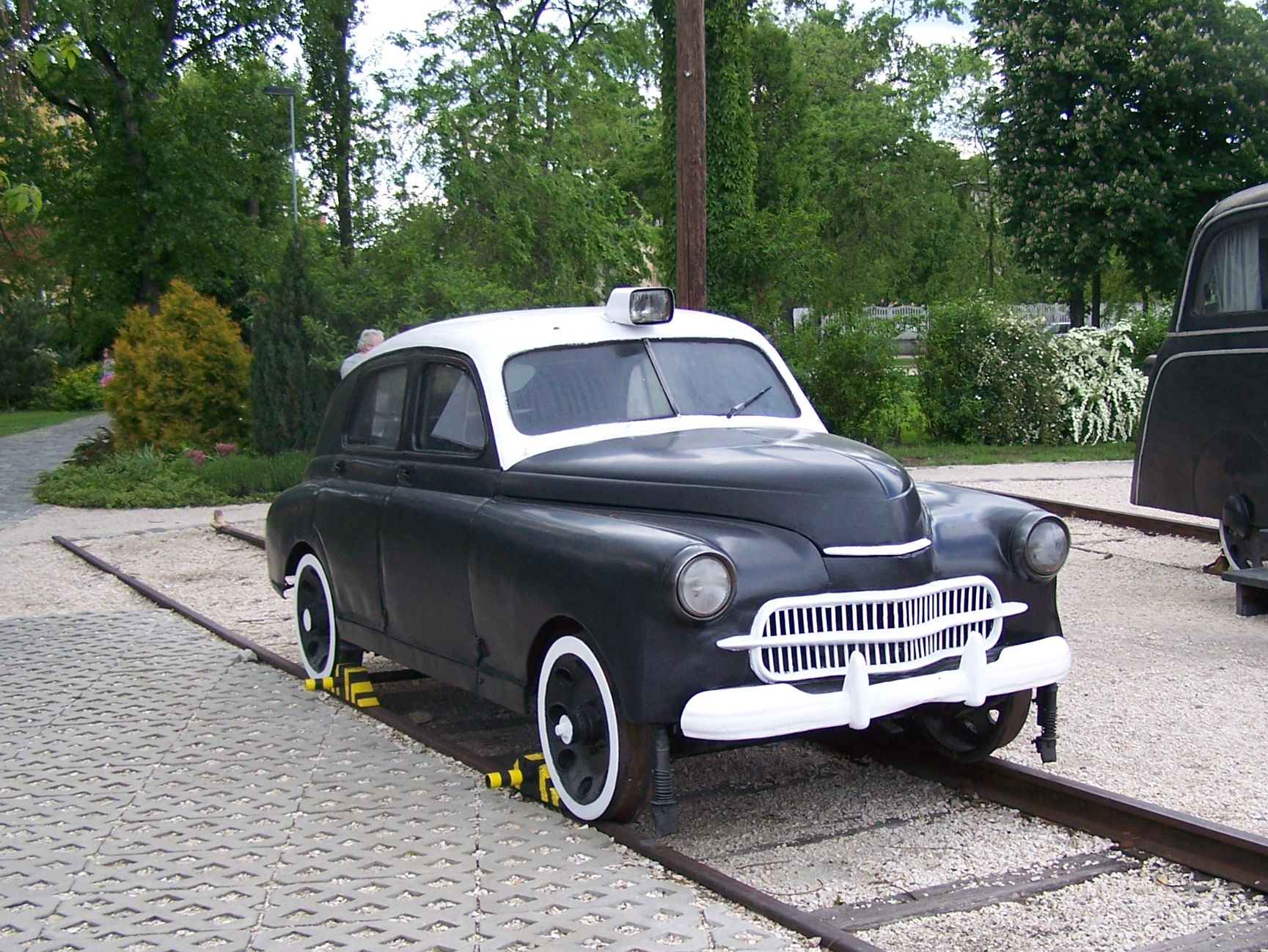
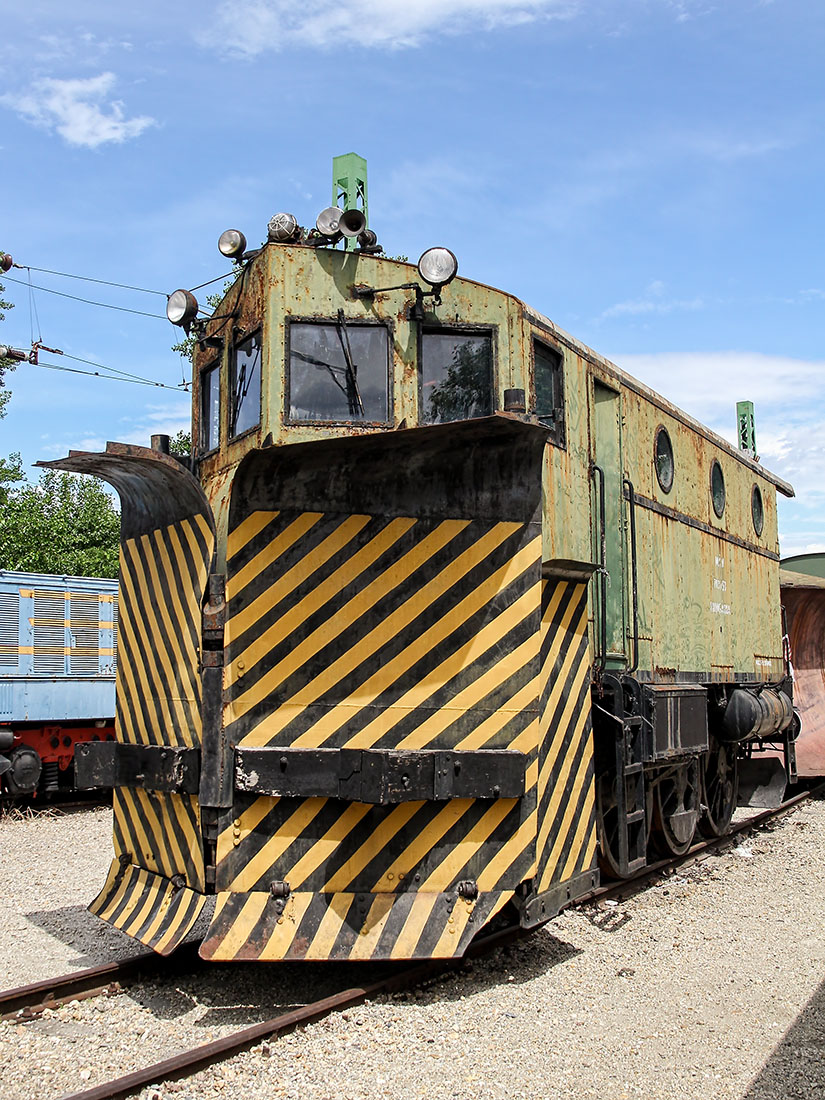
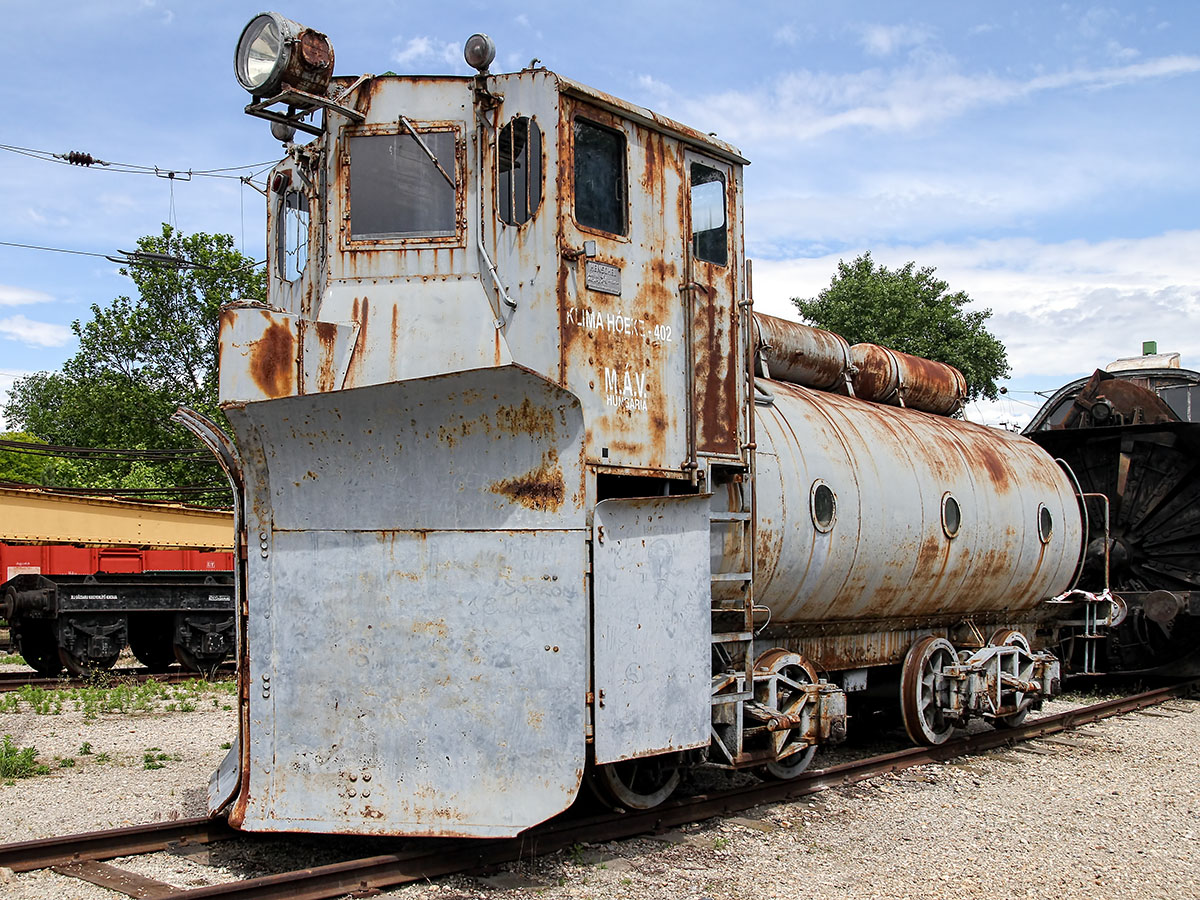
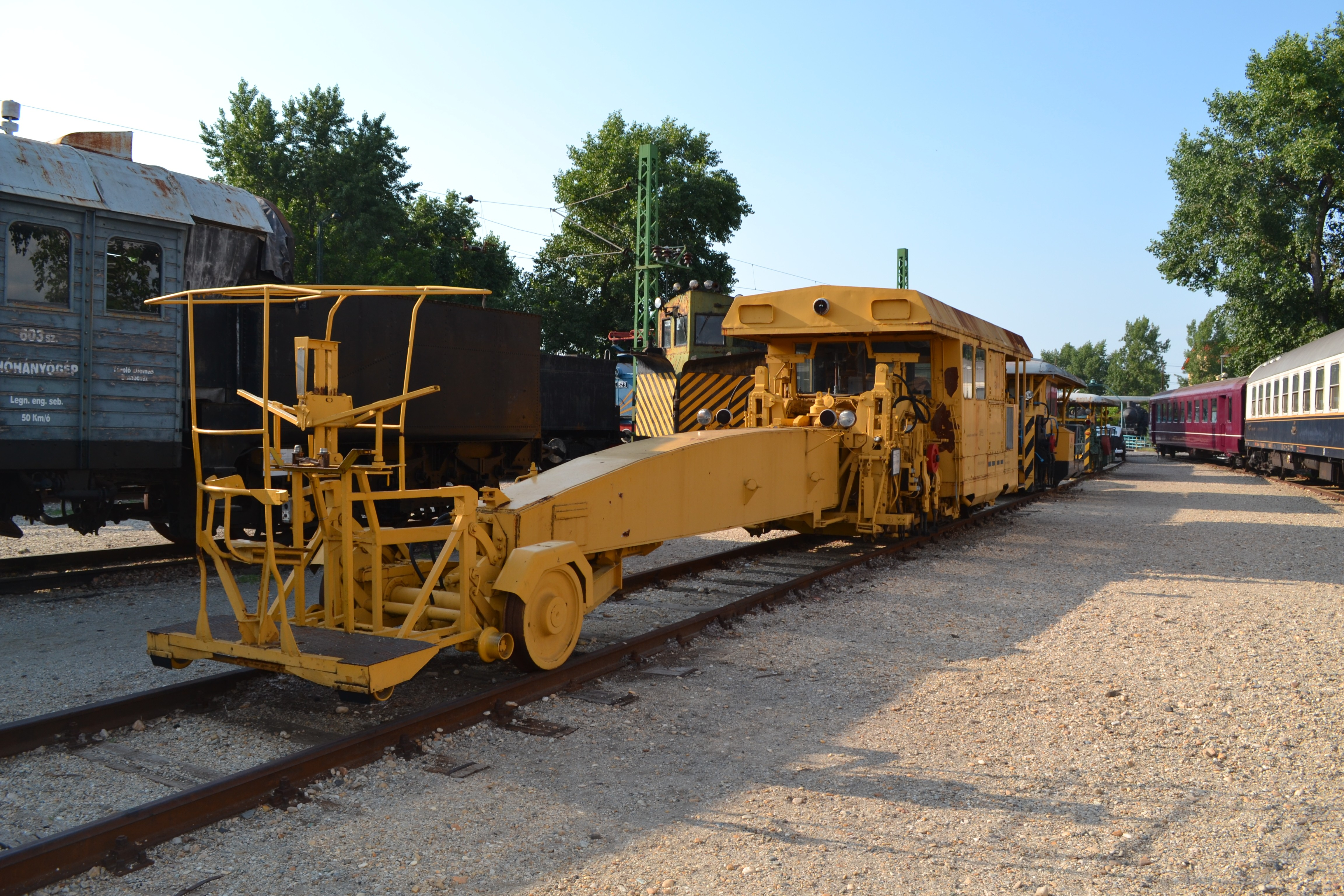
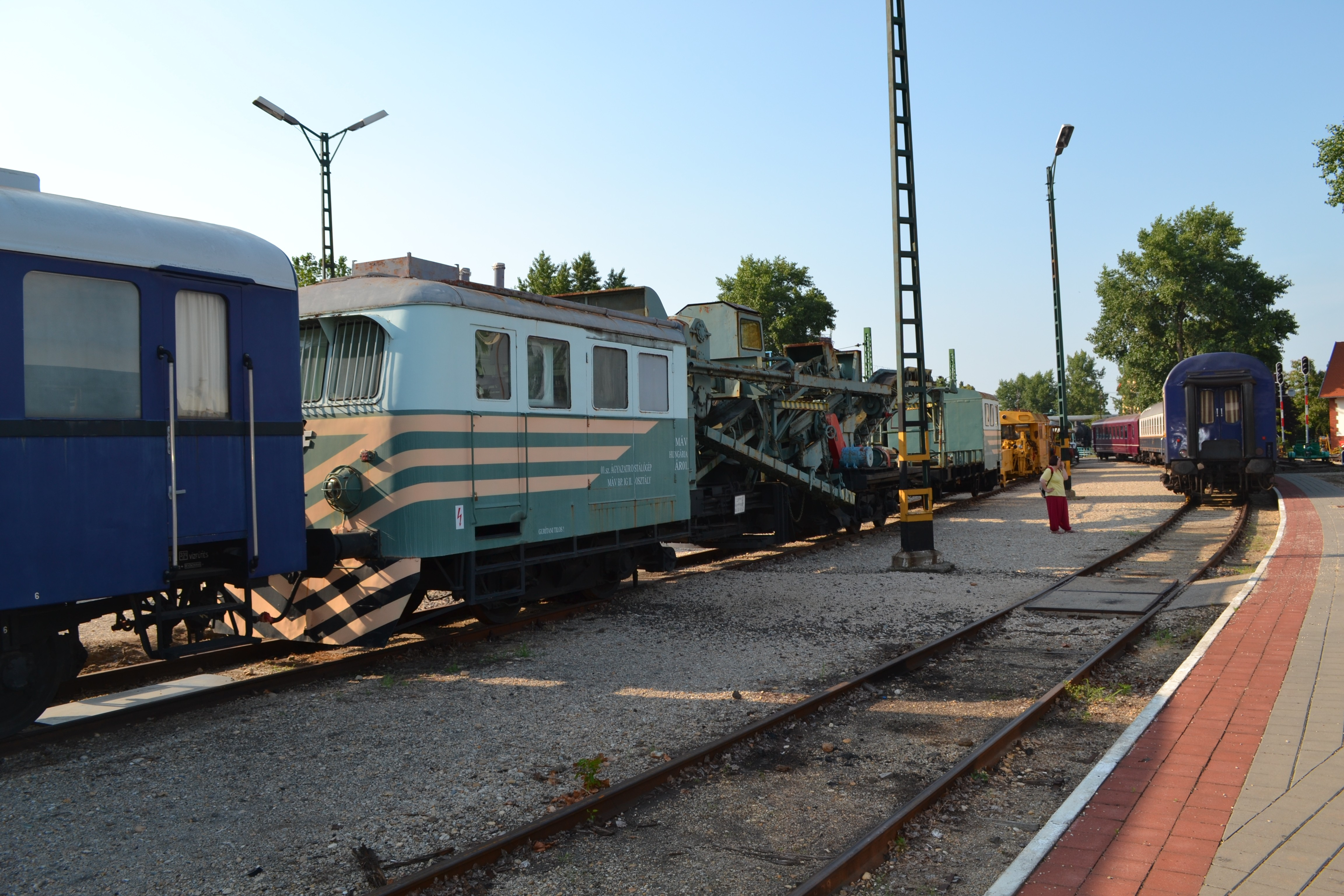
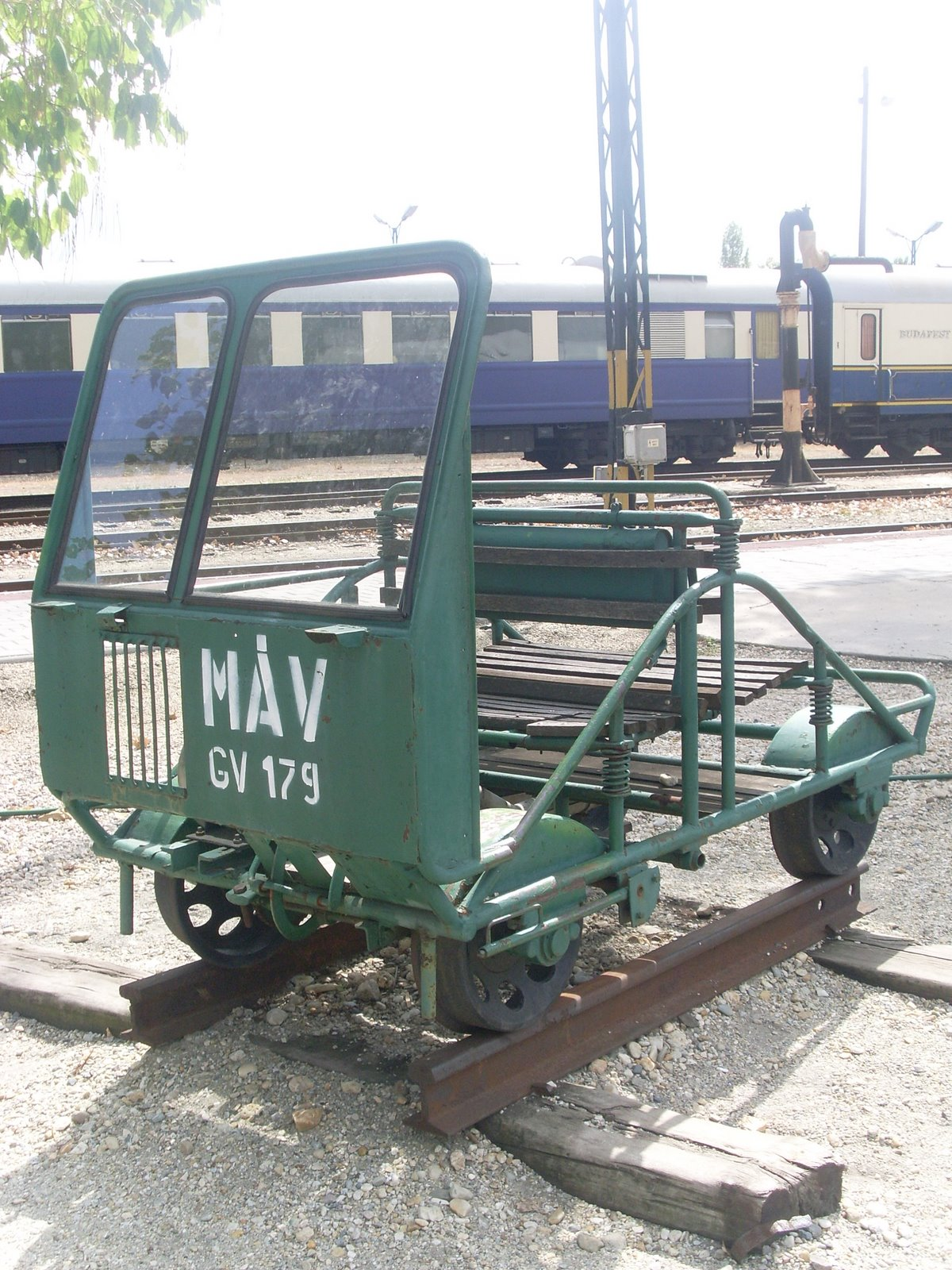

### Bejárat, épületek, létesítmények

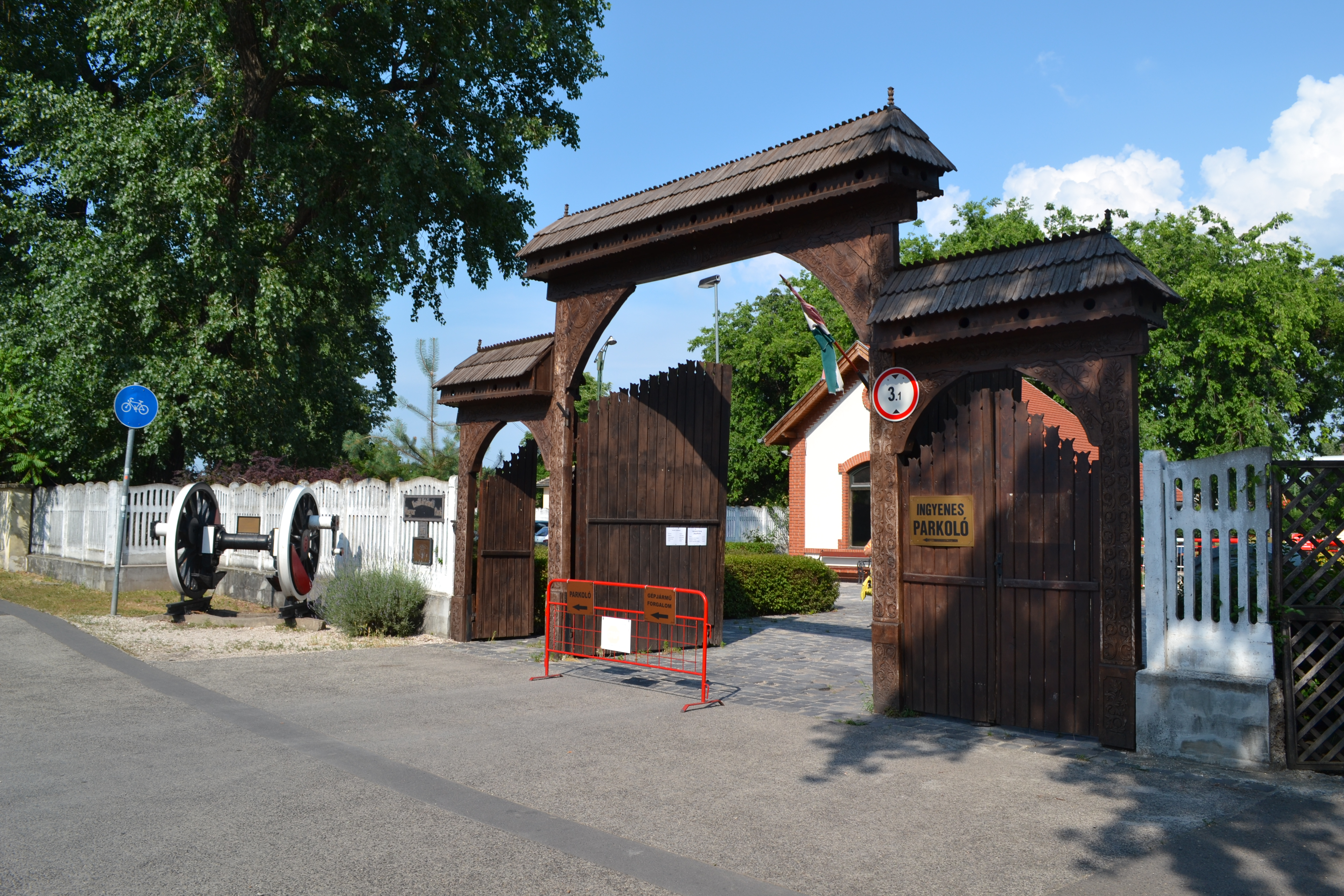
Bejárat
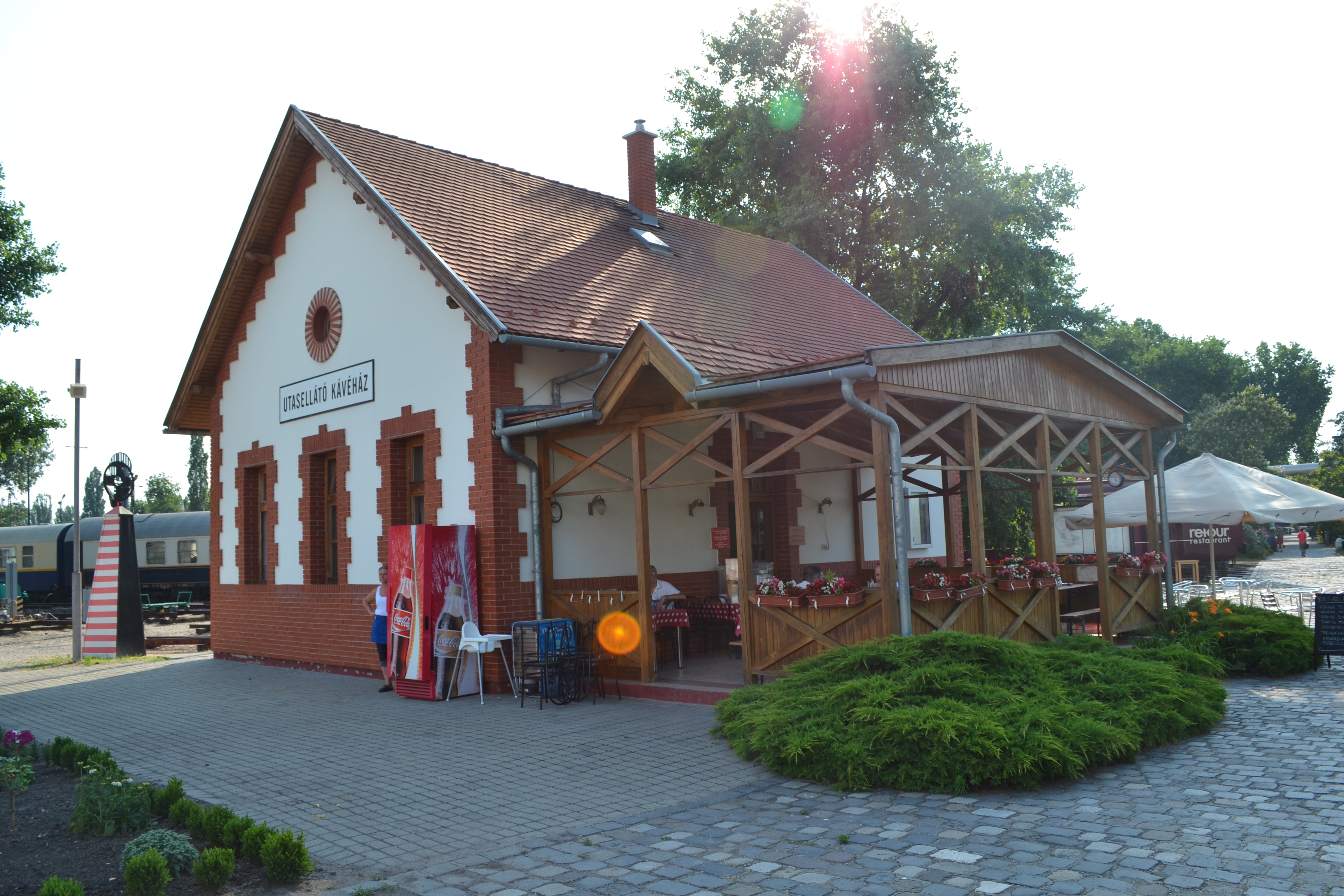
Jegypénztár
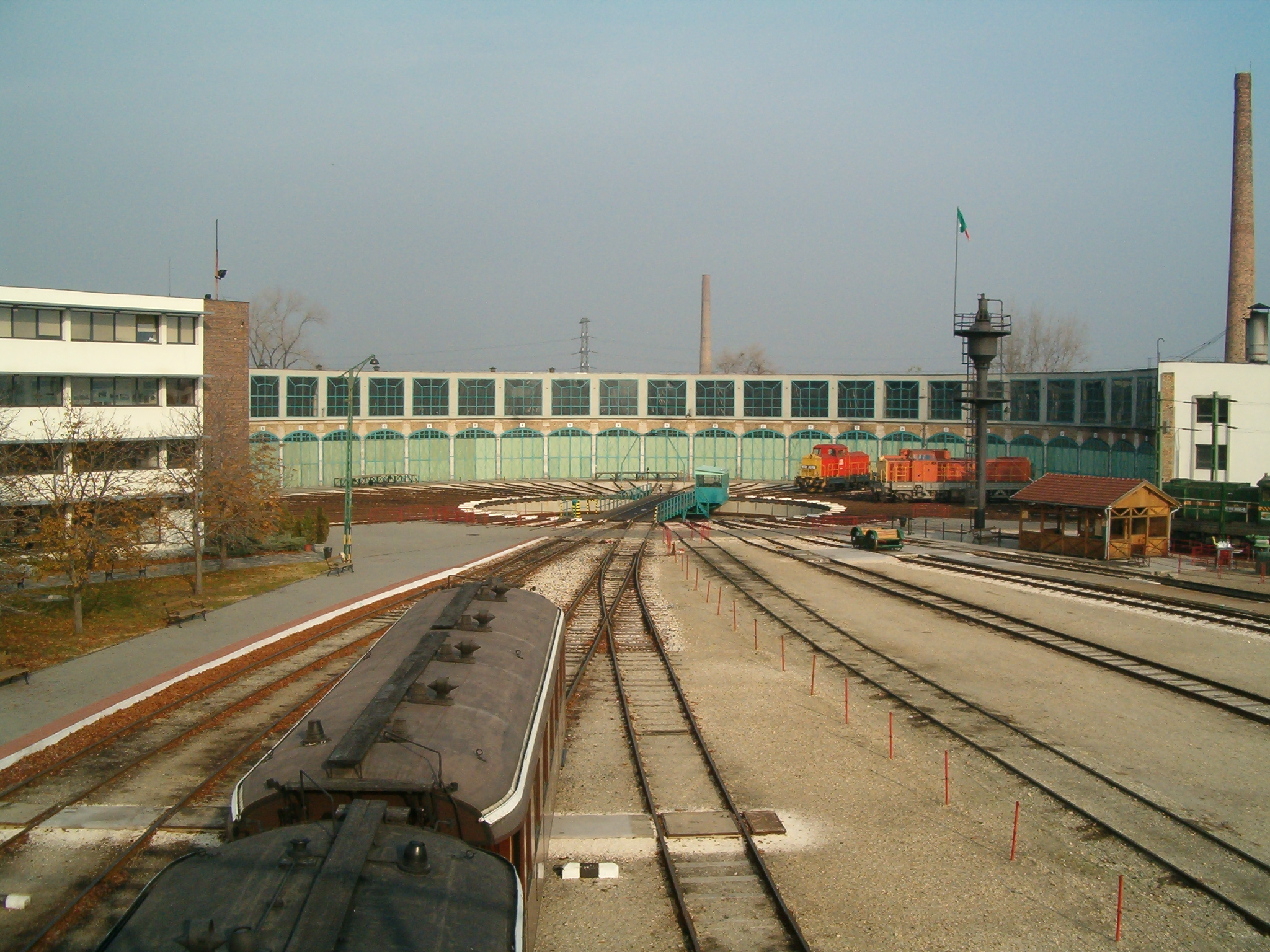
A központi fűtőház
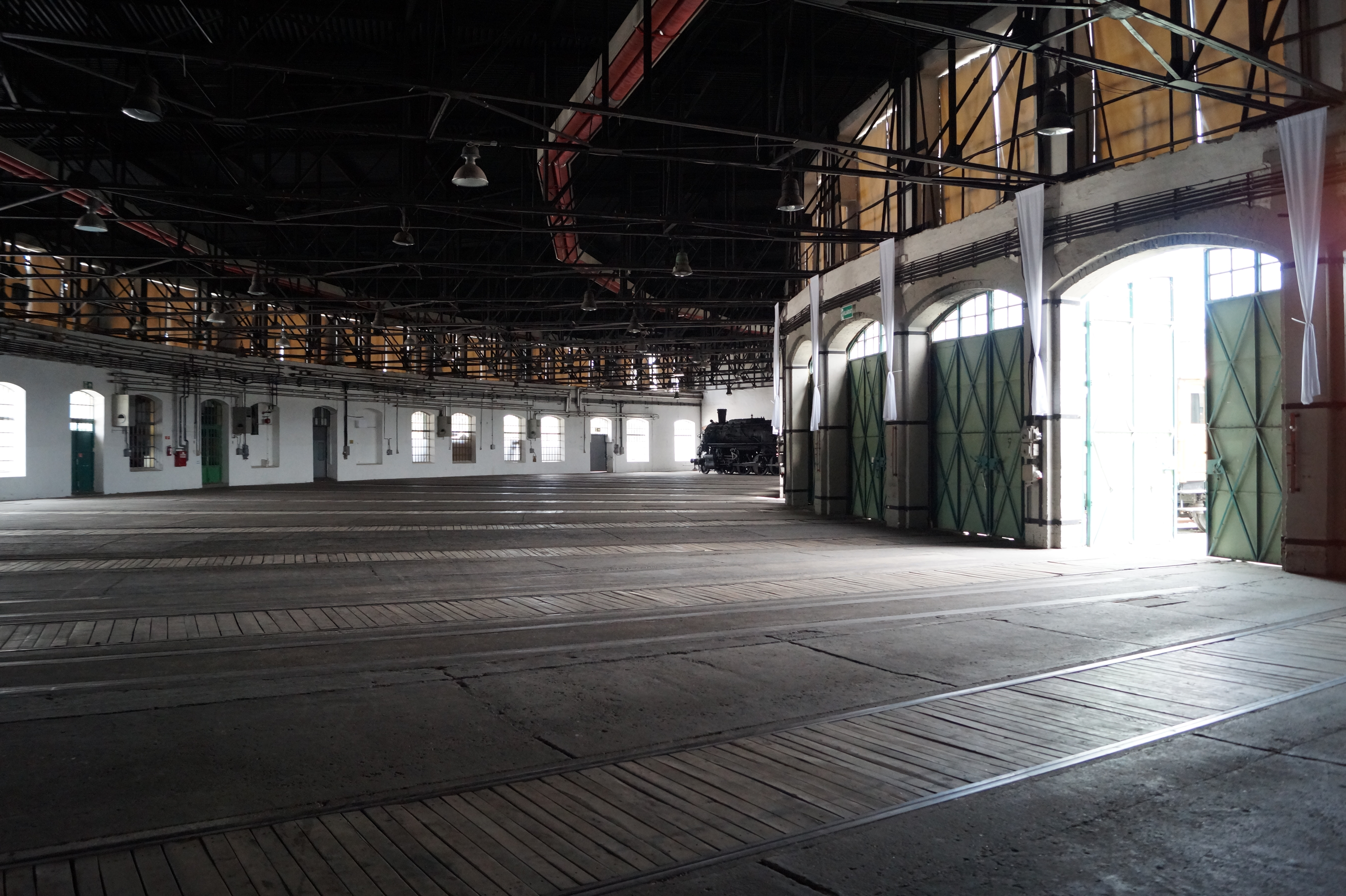
Üres csarnokbelső
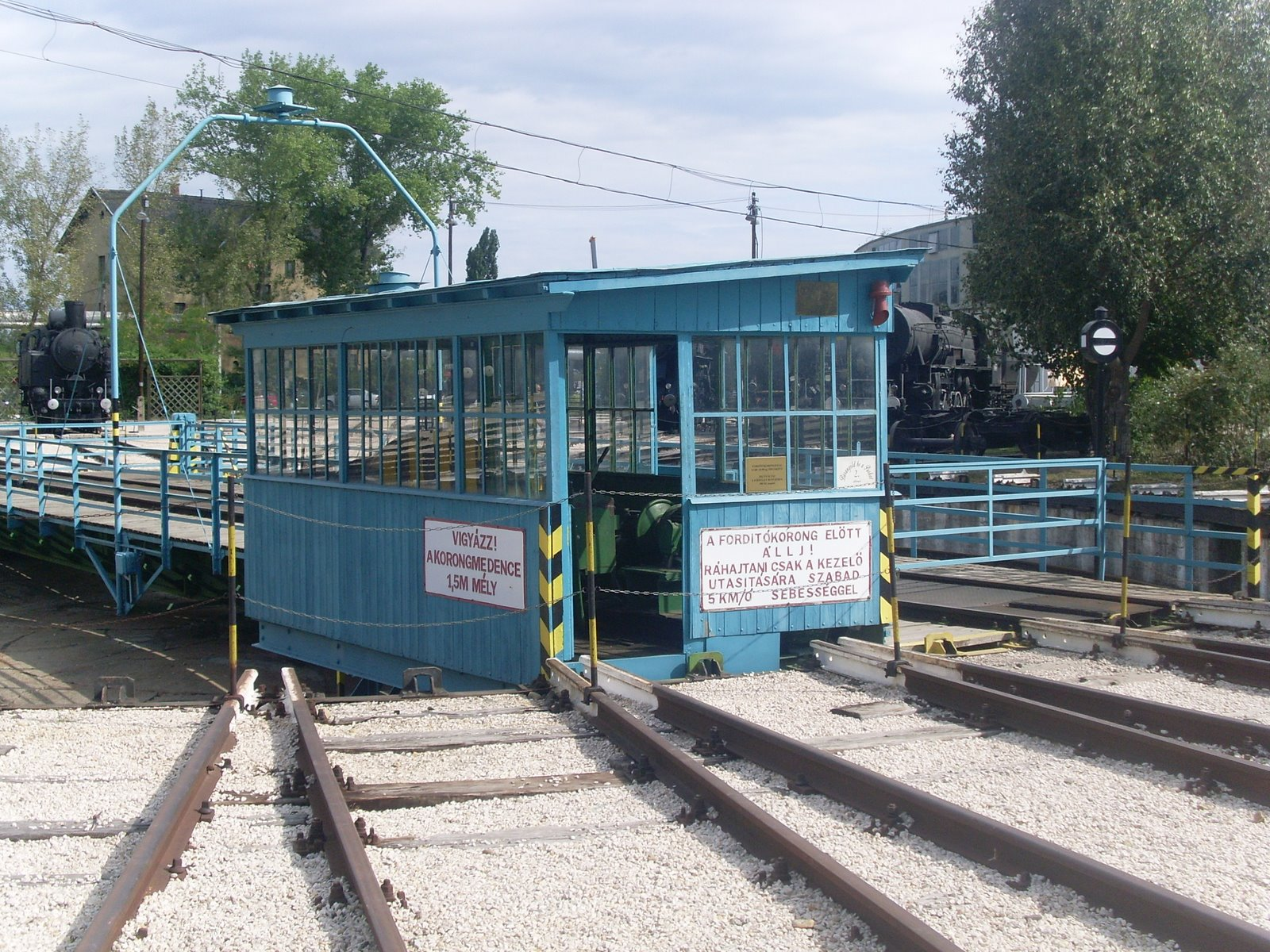
Fordítókorong
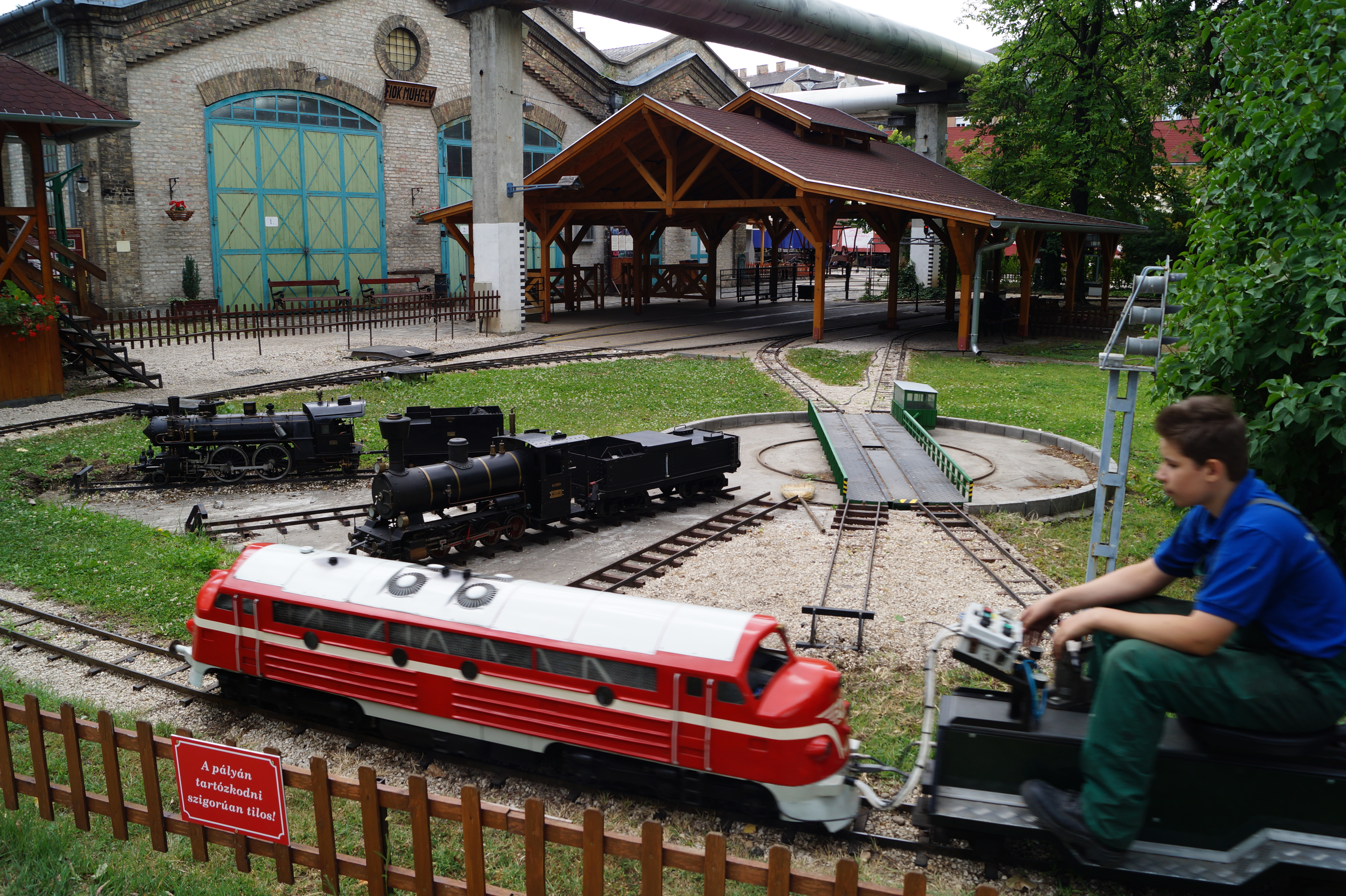
Kerti kisvasút

## Videófelvételek
- A Magyar Vasúttörténeti Park járművei – Youtube.com, Közzététel: 2015. szept. 12.